# أرمينيا
أَرْمِينِيَا أو أَرْمِينِية (بالأرمنية: Հայաստան) (رسميًّا: جُمْهُورِيَّةُ أَرْمِينِيَا) (بالأرمنية: Հայաստանի Հանրապետություն وتنطق "هاياستاني هانرابيتوتيون") بلد جبلي غير ساحلي تقع في القوقاز في أوراسيا، حيث تتموضع عند ملتقى غرب آسيا وشرق أوروبا. تحدها تركيا من الغرب ومن الشمال جورجيا، ومن الشرق أذربيجان، أما من الجنوب فتحدها إيران ومكتنف نخجوان الأذربيجاني حتى المثلثين الحدوديين مع تركيا وإيران.
أرمينيا جمهورية سابقة من الاتحاد السوفيتي، وحاليًا تحكمها الديمقراطية والتعددية الحزبية وهي دولة قومية ذات تراث ثقافي ضارب في التاريخ. كانت مملكة أرمينيا أول دولة تعتمد المسيحية دينًا لها، في السنوات الأولى من القرن الرابع (التاريخ التقليدي 301م). تعترف جمهورية أرمينيا الحديثة بالكنيسة الأرمنية الرسولية الأرثوذكسية المشرقية ككنيسة وطنية لها، على الرغم من أن نظام الحكم في الجمهورية علماني يفصل بين الكنيسة والدولة.
أرمينيا عضو في أكثر من 40 منظمة دولية بما في ذلك الأمم المتحدة ومجلس أوروبا وبنك التنمية الآسيوي ورابطة الدول المستقلة ومنظمة التجارة العالمية ومنظمة الجمارك العالمية ومنظمة التعاون الاقتصادي للبحر الأسود والفرانكوفونية. كما أنها عضو في التحالف العسكري لمنظمة معاهدة الأمن الجماعي وتشارك أيضًا في برنامج شراكة الناتو من أجل السلام. انضمت قواتها عام 2004 للقوة الدولية بقيادة الناتو في كوسوفو. وهي أيضًا عضو مراقب في الجماعة الاقتصادية الأوروبية الآسيوية وحركة عدم الانحياز. تعد البلاد من الديمقراطيات الناشئة.

## أصل التسمية
الاسم الأرمني الأصلي للبلاد هو «هايك». جرى تمديد الاسم في العصور الوسطى ليصبح «هاياستان» بإضافة اللاحقة -ستان الإيرانية والتي تعني (الأرض). تقليديًا، الاسم مشتق من «هايك» (Հայկ) (حاج)، البطريرك الأسطوري للأرمن وهو حفيد لنوح، والذي وفقًا لموسى الكوريني هزم الملك البابلي بيل عام 2492 قبل الميلاد، وأنشأ أمته في منطقة أرارات. أما الأصل الأسبق للاسم فهو غير مؤكد.
يذكر الاسم أرمينيا بشكل أرمنيا في نقش نقش بيستون الفارسي القديم (515 ق.م). (    ) أما هيكاتيوس ميليتوس فذكر «الأرمن» باليونانية القديمة (476 ق.م). وفقًا لقصص موسى الكوريني ومايكل كاميش فإن اسم أرمينيا مستمد من اسم آرام وهو سليل مباشر من هايك.

## التاريخ

### العصور القديمة

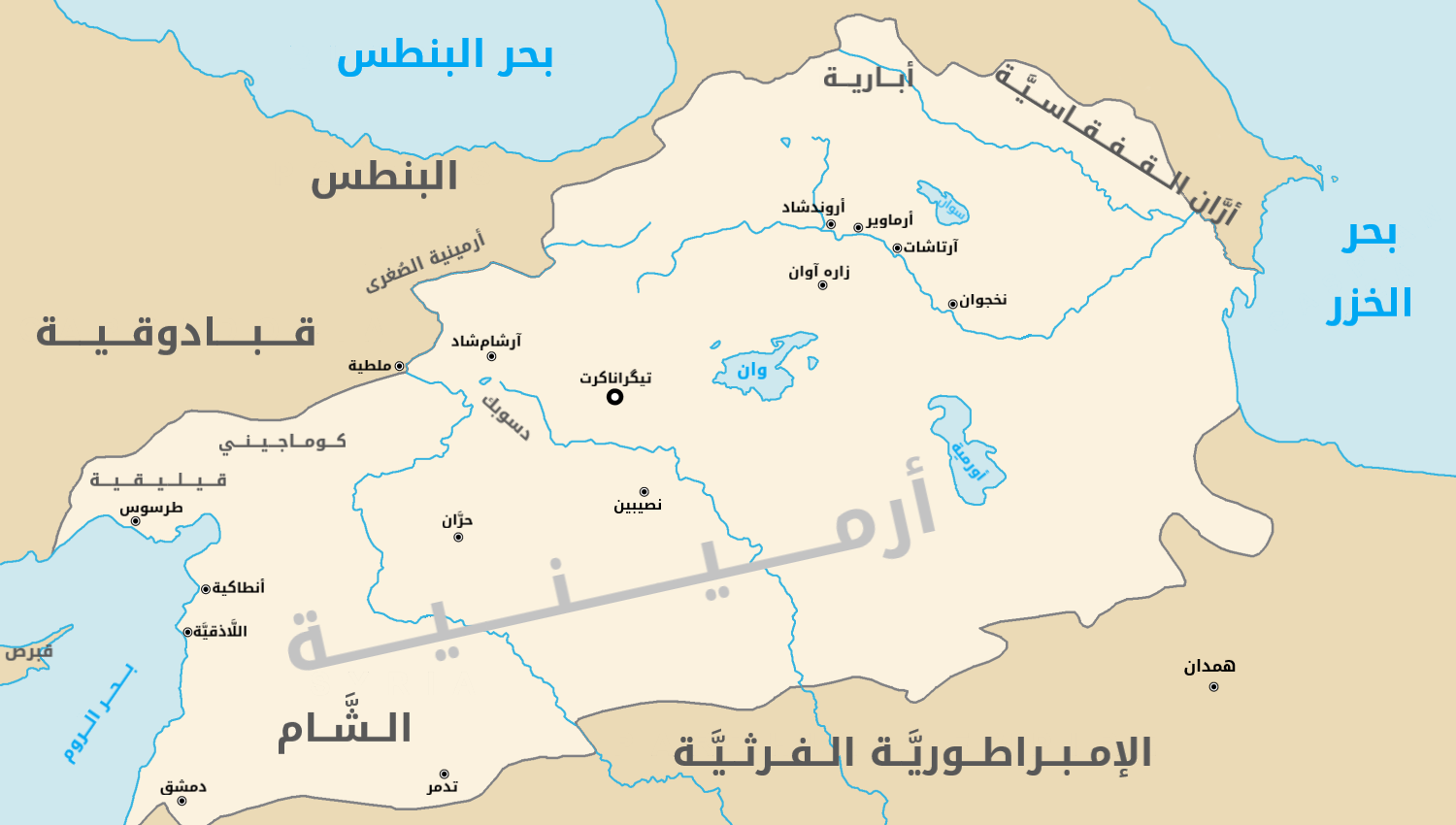
مملكة أرمينيا في أقصى اتساعها تحت حكم تيغرانيس الكبير والذي حكم بين 95 و66 قبل الميلاد

تقع أرمينيا في المرتفعات المحيطة بجبال أرارات. في العصر البرونزي، ازدهرت عدة دول في منطقة أرمينيا الكبرى، بما في ذلك الإمبراطورية الحثية (في أوج قوتها)، والميتانيين (جنوب غرب أرمينيا التاريخية)، وهاياسا - قزي (1500-1200 قبل الميلاد). تلى ذلك شعب نايري (بين القرنين 12-9 قبل الميلاد) وأورارتو (1000-600 قبل الميلاد) التي فرضت سيادتها على المرتفعات الأرمنية. شاركت كل من الأمم السالفة الذكر في التركيب العرقي للشعب الأرمني. أنشئت مدينة يريفان عاصمة أرمينيا الحديثة في عام 782 قبل الميلاد على يد الملك أرجيشتي الأول.
حوالي 600 قبل الميلاد، تأسست مملكة أرمينيا في إطار الأسرة الأرونتية. بلغت المملكة ذروتها بين 95 و66 قبل الميلاد تحت حكم تيجرانيس الكبير، لتصبح واحدة من أقوى الممالك يحنها في تلك المنطقة. تمتعت مملكة أرمينيا طوال تاريخها بفترات متقطعة من الاستقلال مع فترات من الحكم الذاتي خاضعة للإمبراطوريات المعاصرة. جذب موقع أرمينيا الاستراتيجي بين القارتين غزوات شعوب كثيرة، بما في ذلك الآشوريين واليونانيين والرومان والبيزنطيين والعرب والمغول والفرس والأتراك العثمانيين والروس.
اعتنقت أرمينيا الزرادشتية المازدية (في مقابل الساسانيين الزروانتيين)، حيث ركزت بصفة خاصة على عبادة ميهر (أفيستان ميثرا). انتشرت المسيحية في البلاد بحدود 40 ميلادية. جعل الملك تيريداتس الثالث من المسيحية دين الدولة عام 301م. أصبحت أرمينيا بذلك أولى الممالك تحولًا للمسيحية، وذلك بعشر أعوام قبل أن يعلن غاليريوس التسامح تجاه المسيحية و36 عامًا قبل تعميد قسطنطين الكبير.
بعد سقوط مملكة أرمينيا في 428 م، ضمت معظم أرمينيا بوضعية مرزبانة إلى الإمبراطورية الساسانية. في أعقاب التمرد الأرمني في 451 ميلادي، حافظ الأرمن المسيحيون على حريتهم الدينية كما نالت أرمينيا الحكم الذاتي.

### العصور الوسطى

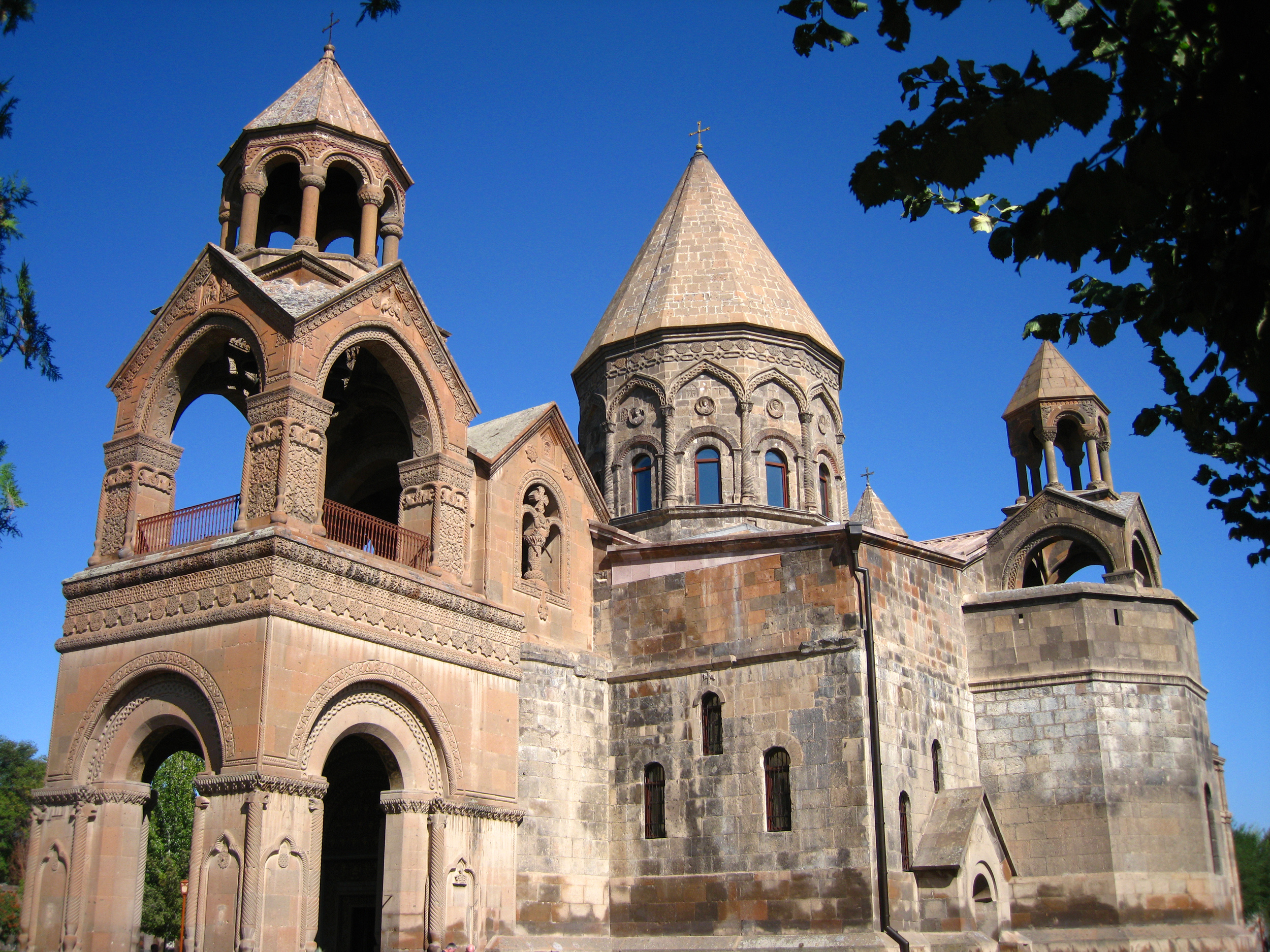
كاتدرائية إجميادسين - أقدم كنيسة بنيت من طرف الدولة في التاريخ.

تلا مرحلة المرزبانة (428-636) ظهور إمارة أرمينيا وهي إمارة ذاتية الحكم ضمن الخلافة الإسلامية. جري فيها توحيد الأراضي الأرمنية بما في ذلك الأراضي التي استولت عليها الإمبراطورية البيزنطية. حكم الإمارة أمير أرمينيا والمعترف به من قبل الخليفة والإمبراطور البيزنطي. كانت جزءًا من التقسيم الإداري أو إمارة أرمينيّة التي أنشأها العرب والتي شملت أيضًا أجزاء من ألبانيا القوقازية وجورجيا وكان مركزها مدينة دفين الأرمنية. استمرت إمارة أرمينيا حتى 884م عندما استقلت عن الخلافة الضعيفة حينها.
حكم المملكة الناشئة سلالة باغراتوني التي استمرت حتى 1045. مع مرور الوقت انفصلت العديد من مناطق أرمينيا كممالك وإمارات مستقلة مثل مملكة فاسبوراكان التي حكمها آل ارتسروني والتي حافظت على اعترافها بسيادة الملوك الباغراتونيين.

مملكة قيليقية الأرمنية (1199-1375).

في عام 1045، غزت الإمبراطورية البيزنطية أرمينيا. وبعدها بفترة قصيرة تلتها الدويلات الأخرى تحت السيطرة البيزنطية. لم يدم الحكم البيزنطي طويلًا، حيث انتصر السلاجقة في 1071 على البيزنطيين وسيطروا على أرمينيا في معركة ملاذكرد وأقاموا الإمبراطورية السلجوقية. هربًا من الموت أو العبودية على يد أولئك الذين اغتالوا غاجيك الثاني ملك آني، فر أحد أقاربه وهو أرمني يدعى روبن مع بعض أهل القرى إلى المضائق الجبلية في جبال طوروس ومن ثم إلى طرسوس في قيليقية. وفر لهم الحاكم البيزنطي مأوى في قصره حيث تأسست في نهاية المطاف مملكة قيليقية الأرمنية.
كانت قيليقية حليفًا قويًا للصليبيين الأوروبيين واعتبرت نفسها حصنًا للمسيحية في الشرق. يشهد أيضًا لأهمية قيليقية في التاريخ والدولة الأرمنية نقل مقر الكاثوليكوس للكنيسة الأرمنية الرسولية وهو الزعيم الروحي للشعب الأرمني إلى المنطقة.
سرعان ما بدأت الإمبراطورية السلجوقية في الانهيار. وفي أوائل القرن الثاني عشر أنشأ الأمراء الأرمن من الأسرة الزكرية إمارة أرمنية شبه مستقلة في أرمينيا الشمالية والشرقية عرفت باسم أرمينيا الزكرية واستمرت تحت رعاية من السلاجقة والمملكة الجورجية والأتابكة من أذربيجان والإمبراطورية الخوارزمية. تقاسمت عائلة الأوربليين النبيلة الحكم مع الزكريين في أجزاء مختلفة من البلاد ولا سيما في سيونيك وفايوتس دزور.

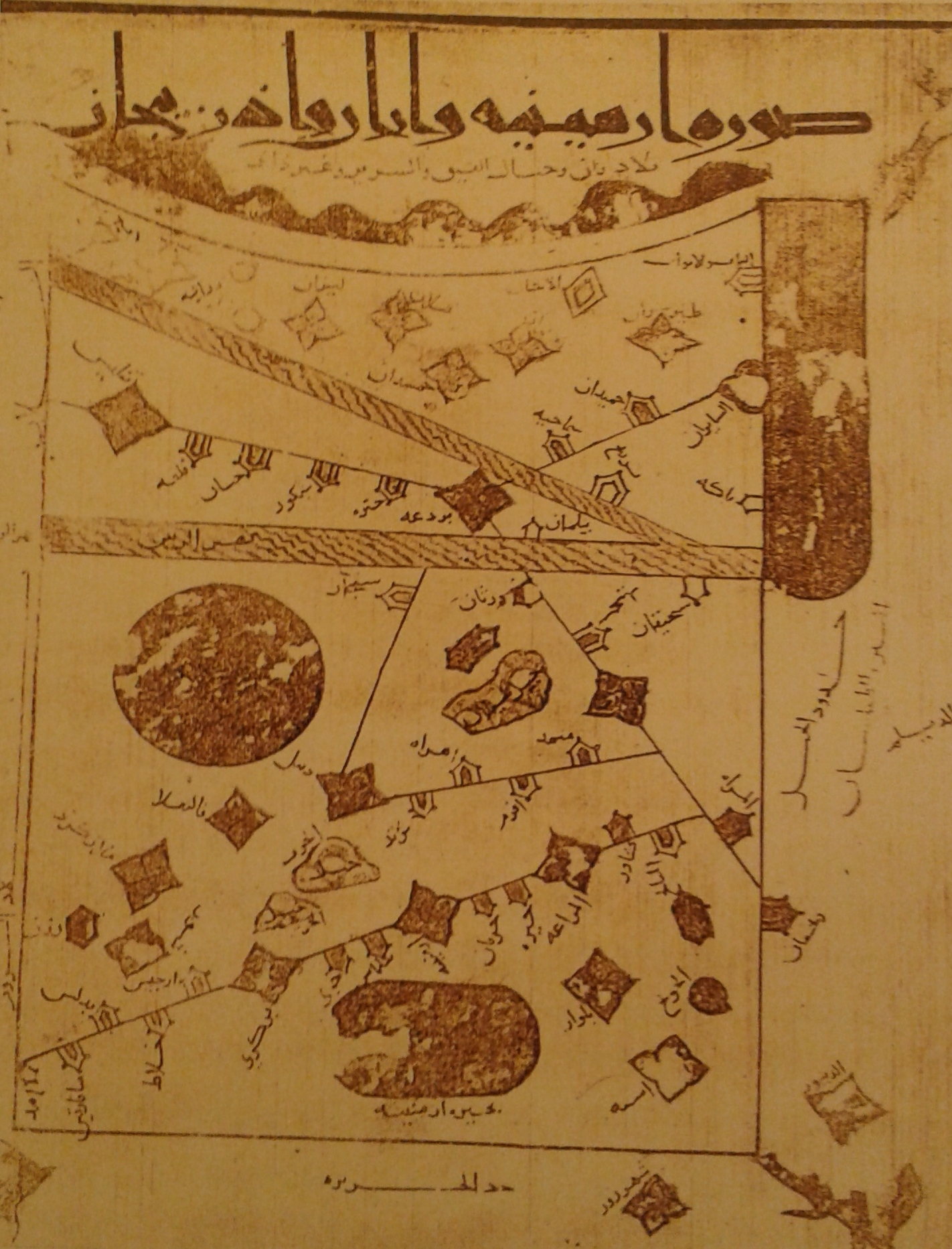
«صورة أرمينية» - خارطة عربية من القرن العاشر الميلادي

### الفترة الحديثة المبكرة
خلال ثلاثينيات القرن الثالث عشر، غزت إمبراطورية المغول إمارة زاكاريان فضلًا عن بقية أرمينيا. شكل الجنود الأرمن جزءًا هامًا من جيش إلخانات. سرعان ما تلا الغزوات المغولية قبائل أخرى من آسيا الوسطى (قراقويونلو والتيموريين وآق قويونلو)، الأمر الذي استمر من القرن الثالث عشر حتى الخامس عشر. ضعفت أرمينيا حينها بسبب الغزوات المتواصلة التي جلبت الدمار إلى البلاد. خلال القرن السادس عشر اقتسمت الدولة العثمانية والدولة الصفوية أرمينيا فيما بينهما. بينما ضمت الإمبراطورية الروسية لاحقًا أرمينيا الشرقية (التي تتألف من خانات يريفان وقره باغ  في فارس الصفوية) في عامي 1813 و1828.
تحت الحكم العثماني، منح الأرمن حكمًا ذاتيًا واسعًا في مناطقهم وعاشوا في انسجام نسبي مع المجموعات الأخرى في الإمبراطورية (بما في ذلك الأتراك الحاكمين). رغم ذلك عانى الأرمن من التمييز لكونهم مسيحيين في ظل نظام اجتماعي إسلامي. عندما ضغطوا بالتمرد من أجل المزيد من الحقوق في إطار الإمبراطورية العثمانية، واجهتهم السلطات العثمانية بين 1894 و1896 بتهجير المسيحيين القاطنين شرق الأناضول من الأرمن والآشوريين بين عامي 1894-1896، وراح ضحيتها ما بين 80,000-300,000. كما خلفت التهجيرات ما يقرب من 50,000 يتيم.
مع توجه الدولة العثمانية نحو الانهيار، نجحت ثورة تركيا الفتاة (1908) في الإطاحة بحكومة السلطان عبد الحميد. أمل الأرمن الذين يعيشون في الإمبراطورية بأن تقوم لجنة الاتحاد والترقي بتغيير وضعهم كمواطنين من الدرجة الثانية. قدمت مجموعة الإصلاحات الأرمينية (1914) كحل من خلال تعيين مفتش عام حول القضايا الأرمنية.

### الحرب العالمية الأولى

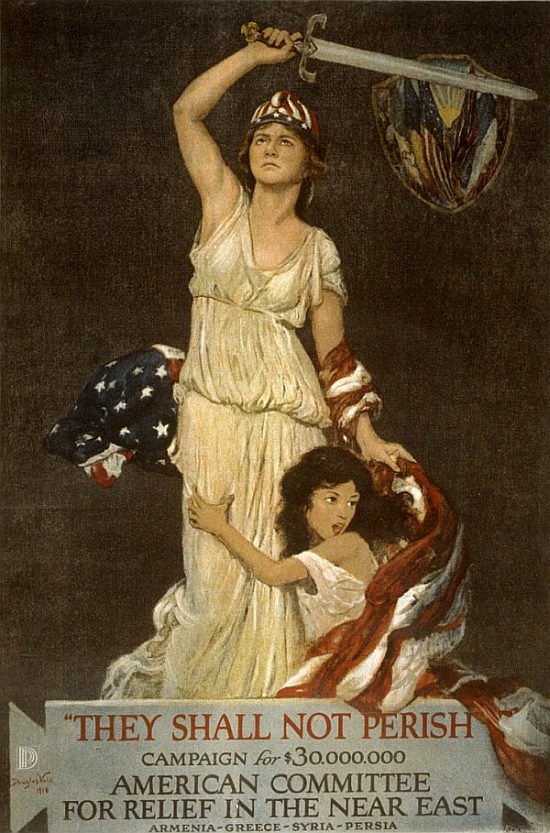
ملصق دعائي لجمع التبرعات لهيئة الإعانة الأمريكية في الشرق الأدنى.

مع اندلاع الحرب العالمية الأولى والمواجهة بين الإمبراطوريتين العثمانية والروسية في القوقاز بدأت الحكومة في الأستانة بالنظر إلى الأرمن بعين الشك وعدم الثقة. يعزى ذلك إلى حقيقة أن الجيش الإمبراطوري الروسي ضم فرقة من المتطوعين الأرمن.
في 24 أبريل 1915، ألقي القبض على المفكرين والمثقفين الأرمن من قبل السلطات العثمانية، ومع صدور قانون التهجير في 29 مايو 1915، في نهاية المطاف لقيت نسبة كبيرة من الأرمن والعثمانيين الذين يعيشون في الأناضول حتفها بعدما بدأ بعض الأرمن تمرد مسلح ضد الحكومة العثمانية مما تسبب بعدد قتلى كبير من المواطنين والأرمن العثمانيين، كانت هناك مقاومة أرمنية في المنطقة للأنشطة العثمانية. وبعد ذلك، طرد الجيش العثماني الأرمن من ديارهم، وأجبرهم على المسير لمئات الأميال إلى الصحراء وحدود سوريا الحالية، وتم حرمانهم من الغذاء والماء، كانت المجازر عشوائية وتم مقتل العديد بغض النظر عن العمر أو الجنس، وتم اغتصاب والاعتداء الجنسي على العديد من النساء. تعتبر أحداث 1915 حتى 1917 من قبل الأرمن والغالبية الساحقة من المؤرخين والأكاديميين الغربيين اعتبرت أنها مذابح رعتها الدولة، ومن المعترف به على نطاق واسع ان مذابح الارمن تعتبر من جرائم الإبادة الجماعية الأولى في التاريخ الحديث،:177 ويشير الباحثون بذلك إلى الطريقة المنهجية المنظمة التي نفذت من عمليات قتل هدفها القضاء على الأرمن، وتعتبر مذبحة الأرمن ثاني أكبر قضية عن المذابح بعد الهولوكست، وكلمة الإبادة الجماعية قد صيغت من أجل وصف هذه الأحداث. فيما تنفي تركيا ذلك وتطالب باعتراف الأرمن أنهم من شرع في القتل الممنهج. وأيضا السلطات التركية ترى أن الوفيات كانت نتيجة لحرب أهلية مقرونة بالمرض والمجاعة حيث كانت الخسائر قد وقعت في كلا الجانبين. وفقًا لأبحاث أجراها أرنولد توينبي يقدر عدد قتلى الأرمن بنحو 600,000 شخص بين عامي 1915-1916. ووفقًا للرابطة الدولية لعلماء الإبادة الجماعية تجاوز عدد القتلى الأرمن 1.5 مليون شخص. يُذكر أنَّ الغالبية العظمى من المؤرخين وكذلك المؤسسات الأكاديمية التي تقوم بدراسة الهولوكوست والإبادة الجماعية تعترف بأن ما حصل للأرمن كان إبادة جماعية. تسعى أرمينيا من أجل الاعتراف الرسمي بالأحداث بأنها إبادة جماعية لأكثر من 30 عاما، بالرغم من أن تركيا تؤكد أنها كانت حرب أهلية هدفها استقلال الأرمن، تستذكر هذه الأحداث عادة سنويًا في 24 أبريل، يوم الشهيد الأرمني، أو يوم الإبادة الجماعية للأرمن.

### جمهورية أرمينيا الديمقراطية
نجحت روسيا في السيطرة على أغلب أرمينيا العثمانية خلال الحرب العالمية الأولى، إلا أنها فقدتها نتيجة للثورة البلشفية عام 1917. اتفقت حينها جورجيا وأذربيجان وأرمينيا الشرقية على تشكيل جمهورية القوقاز الاتحادية الديمقراطية. استمر هذا الاتحاد بين فبراير-مايو من عام 1918، عندما قررت الأطراف الثلاثة حله. نتيجة لذلك، أصبحت أرمينيا الشرقية دولة مستقلة تحت اسم جمهورية أرمينيا الديمقراطية يوم 28 مايو عام 1919.

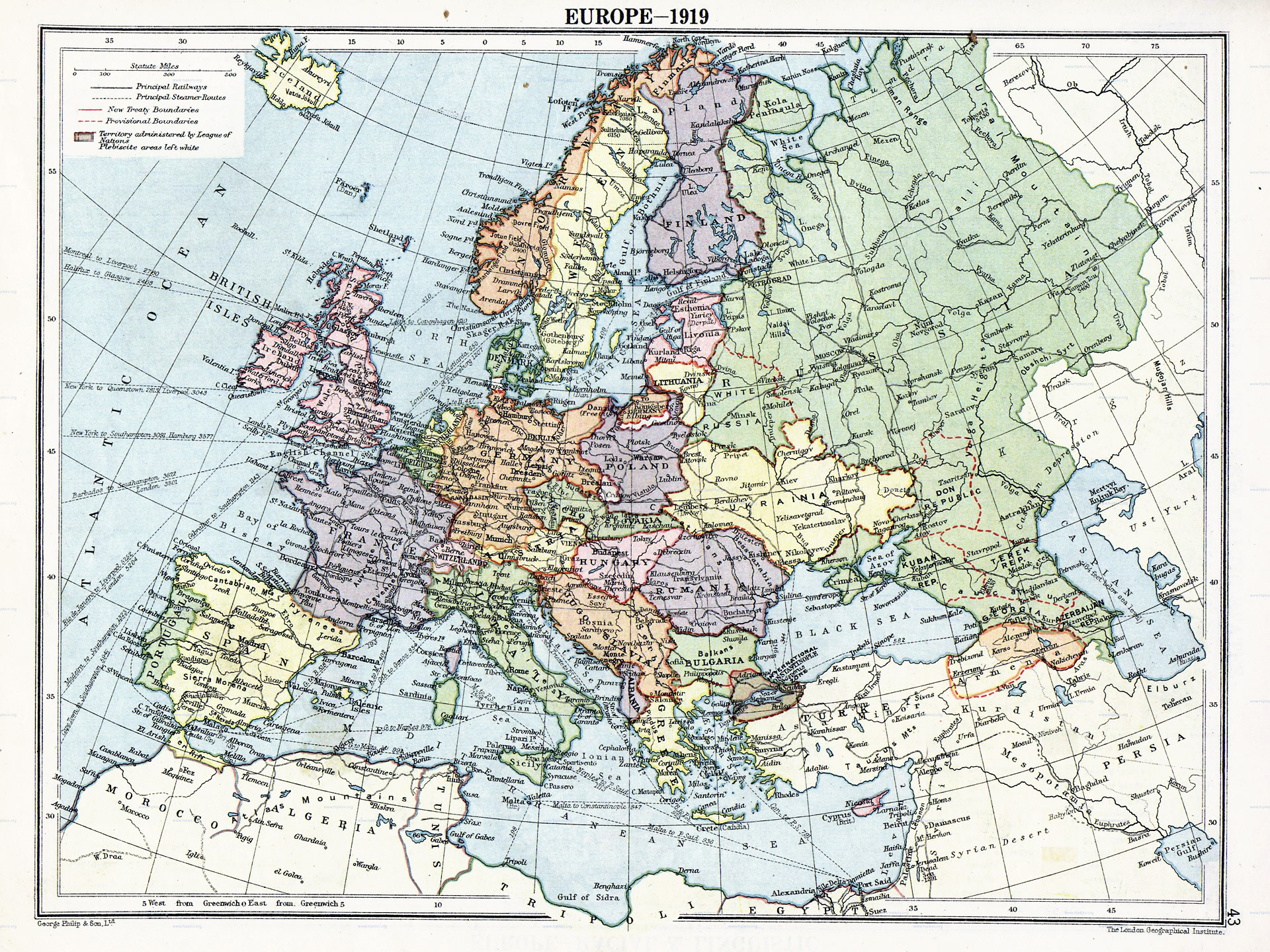
الخريطة السياسية لأوروبا عام 1919 تظهر جمهورية أرمينيا الديمقراطية.

هدد وجود الجمهورية الحديثة الحرب والنزاعات الإقليمية والتدفق الجماعي للاجئين من أرمينيا العثمانية وانتشار الأمراض والمجاعة. مع ذلك سعت دول الوفاق لمساعدتها من خلال صناديق الإغاثة وغيرها من أشكال الدعم.
في نهاية الحرب، سعت دول الوفاق المنتصرة لتقسيم الدولة العثمانية. وقعت قوى الحلفاء والدولة العثمانية اتفاقية في سيفر في 10 أغسطس 1920، حيث وعدت الدولة العثمانية فيها بالحفاظ على استقلال جمهورية أرمينيا الديمقراطية وإرفاق الأراضي الأرمنية ضمن الدولة العثمانية بها. وبما أن حدود أرمينيا الجديدة رسمها رئيس الولايات المتحدة وودرو ويلسون، فإنه يشار إلى أرمينيا العثمانية أيضًا باسم «أرمينيا الويلسونية».
برز أيضًا اقتراح بوضع أرمينيا تحت حماية الولايات المتحدة. رفضت المعاهدة من قبل الحركة الوطنية التركية ولم تدخل حيز التنفيذ أبدًا. استخدمت الحركة الوطنية التركية بقيادة مصطفى كمال أتاتورك اتفاقية سيفر لتعلن نفسها الحكومة الشرعية لتركيا ولتستبدل النظام الملكي في إسطنبول بجمهورية مقرها في أنقرة.

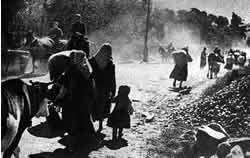
مدنيون أرمن فارين من كارس بعد سيطرة قوات كاظم قره بكر عليها

في عام 1920، غزت القوات التركية القومية الجمهورية الوليدة في أرمينية من الشرق واندلعت الحرب التركية الأرمينية. استولت القوات التركية تحت قيادة كاظم قره بكر على الأراضي الأرمنية التي ضمتها روسيا في أعقاب الحرب الروسية العثمانية (1877-1878) واحتلت مدينة ألكسندروبول القديمة (غيومري في الوقت الحاضر). انتهى الصراع العنيف أخيرًا بمعاهدة ألكسندروبول (2 ديسمبر 1920).
أجبرت المعاهدة أرمينيا على النزع القسري لسلاح معظم قواتها العسكرية، والتنازل عن أكثر من 50 ٪ من أراضيها ما قبل الحرب، والتخلي عن كامل «أرمينيا العثمانية» التي منحت لها في معاهدة سيفر. في ذات الوقت اجتاح الجيش السوفيتي الحادي عشر، تحت قيادة غريغوري أوردجونيكيدزه، أرمينيا في كرفان سراي (ايجيفان في الوقت الحاضر) في 29 نوفمبر. في 4 ديسمبر، دخلت قوات أوردجونيكيدزه يريفان وبذلك انهارت الجمهورية الأرمينية.

### أرمينيا السوفيتية

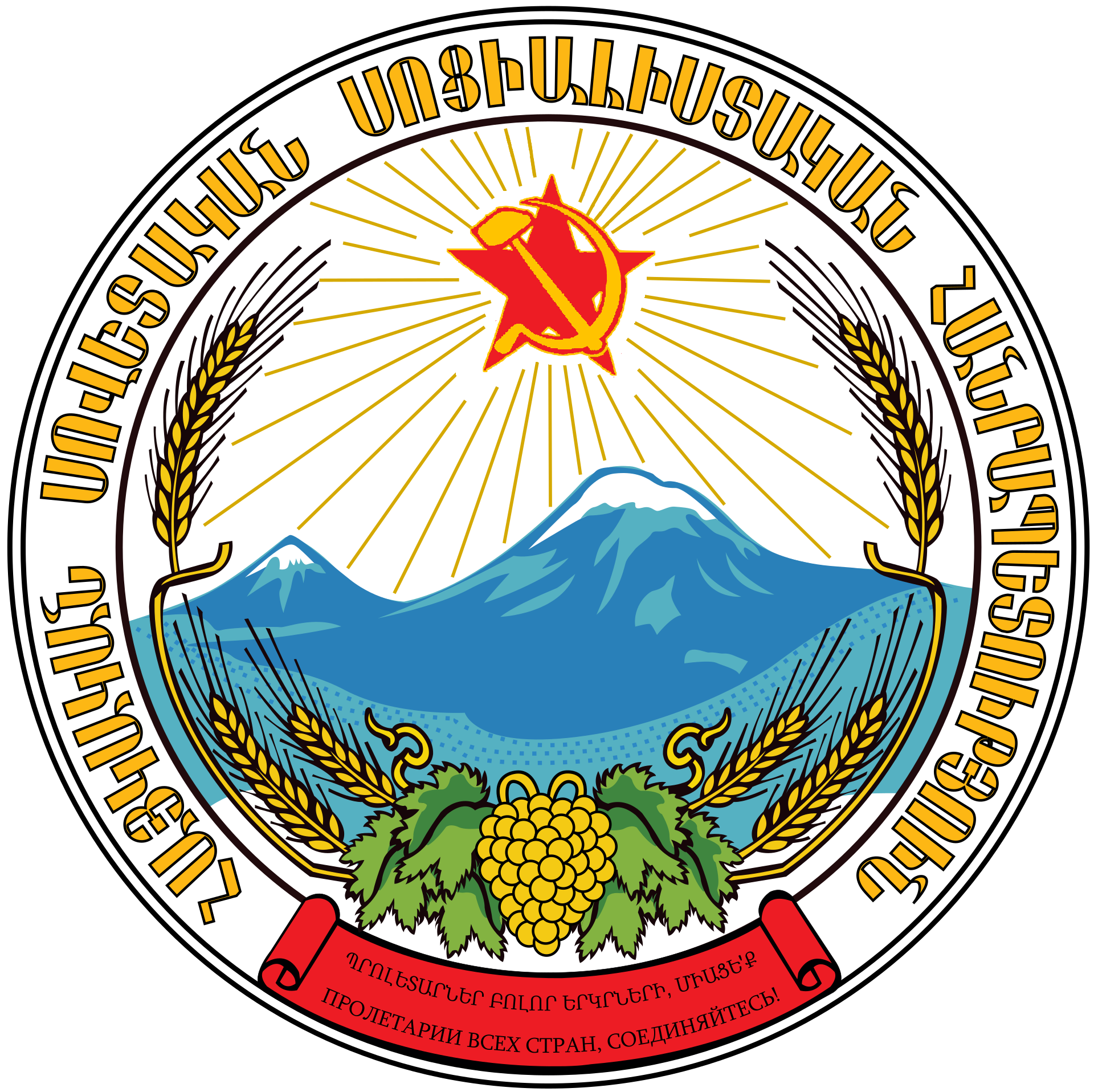
شعار نبالة أرمينيا السوفيتية مظهرًا جبل أرارات في المركز

ضمت أرمينيا من قبل جمهورية روسيا السوفيتية جنبًا إلى جنب مع جورجيا وأذربيجان، حيث جرى دمجها جميعًا في الاتحاد السوفيتي كجزء من جمهورية ما وراء القوقاز الاشتراكية السوفيتية في 4 مارس 1922. بهذا الضم، استبدلت معاهدة ألكسندروبول بالمعاهدة التركية السوفيتية كارس. سمحت تركيا بموجب هذا الاتفاق للاتحاد السوفيتي بتولي السيطرة على أجاريا مع ميناء باتومي في مقابل السيادة على مدن كارس وأرداهان واغدير والتي كانت جزءًا من أرمينيا الروسية.

علم جمهورية أرمينيا الاشتراكية السوفيتية

استمرت جمهورية ما وراء القوقاز بين 1922-1936، حيث انقسمت حينها إلى ثلاثة كيانات منفصلة (جمهورية أرمينيا الاشتراكية السوفيتية وجمهورية أذربيجان الاشتراكية السوفيتية وجمهورية جورجيا الاشتراكية السوفيتية). تمتع الأرمن بفترة من الاستقرار النسبي في ظل الحكم السوفيتي. تلقت البلاد الدواء والغذاء ومساعدات أخرى من موسكو، وبدى أن الحكم الشيوعي بلسم مهدئ على عكس السنوات الأخيرة المضطربة تحت الامبراطورية العثمانية. كان الوضع صعبًا بالنسبة للكنيسة التي عانت تحت الحكم السوفيتي. بعد وفاة فلاديمير لينين، تولى جوزيف ستالين مقاليد السلطة، وبدأت حقبة من الخوف والإرهاب المتجدد للأرمن. كما هو الحال مع مختلف المجموعات العرقية الأخرى التي عاشت في الاتحاد السوفيتي خلال فترة التطهير الأعظم من حكم ستالين، جرى إعدام وترحيل عشرات الآلاف من الأرمن.
كانت أرمينيا بمنأى عن الخراب والدمار الذي عانت منه معظم دول الاتحاد السوفيتي الغربية أثناء الحرب العالمية الثانية. لم يصل النازيون أبدًا جنوب القوقاز، رغم أنه كان ضمن خططهم من أجل الاستيلاء على حقول النفط في أذربيجان. مع ذلك لعبت أرمينيا دورًا قيمًا في مساعدة الحلفاء على حد سواء من خلال الصناعة والزراعة. تمت تعبئة ما يقدر بنحو نصف مليون من الأرمن، من أصل عدد السكان البالغ 1.4 مليون. توفي 175,000 من هؤلاء الرجال في الحرب.
تراجعت المخاوف مع وفاة ستالين في عام 1953 وتولي نيكيتا خروتشوف زعامة الاتحاد السوفيتي. بدأت الحياة في أرمينيا السوفيتية بالتحسن السريع. كما تم احياء الكنيسة التي عانت كثيرًا في ظل ستالين عندما تولى الكاثوليكوس فازغن مهام منصبه في 1955. في 1967، تم بناء نصب تذكاري لضحايا الإبادة الجماعية للأرمن في تلة تسيتسرناكابيرد فوق تلعة هرازدان في يريفان. حدث هذا بعد المظاهرات الحاشدة التي جرت في الذكرى الخمسين لتلك الأحداث في عام 1965.

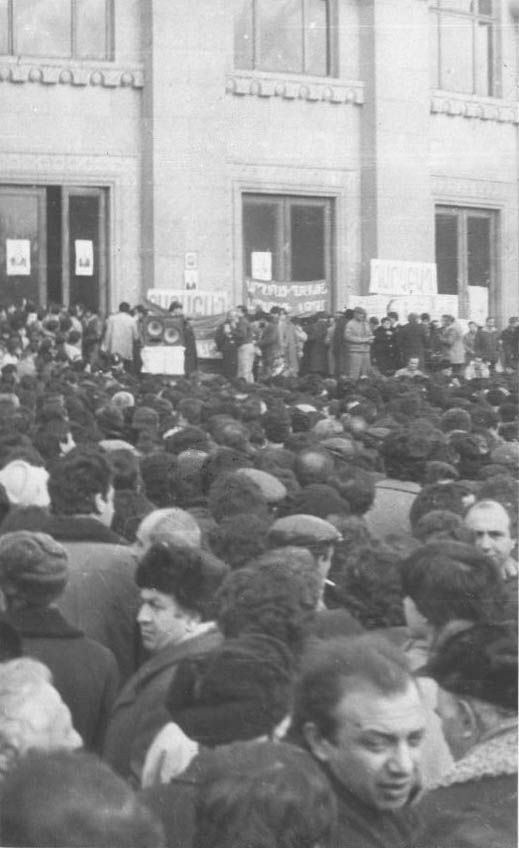
الأرمن متجمعين في ساحة المسرح في قلب يريفان متظاهرين ضد السياسات والحكم السوفيتي عام 1988

في عهد غورباتشوف في الثمانينيات بظهور إصلاحات البيريسترويكا والغلاسنوست، بدأ الأرمن بالمطالبة بتحسين الرعاية البيئية لبلدهم، معارضين التلوث الذي جلبته المصانع السوفيتية. برزت أيضًا توترات بين أذربيجان السوفيتية وإقليم الحكم الذاتي في ناغورني كاراباخ، وهي منطقة ذات أغلبية أرمنية فصلها ستالين عن أرمينيا في 1923. طالب الأرمن في ناغورني بالوحدة مع أرمينيا السوفيتية. قوبلت الاحتجاجات السلمية في يريفان بدعم الأرمن في كاراباخ بأعمال عدائية ضد الأرمن في مدينة سومغايت الأذربيجانية. مما زاد من تعقيد المشاكل في أرمينيا الزلزال المدمر في عام 1988 والذي بلغت قوته 7.2.
عجز غورباتشوف عن حل المشاكل في أرمينيا (و خاصة قرة باغ) مما أطلق خيبة أمل بين الأرمن ودفع بالرغبة بالاستقلال. في مايو 1990، تأسس جيش أرمينيا الجديد بوصفه قوة دفاع منفصلة عن الجيش الأحمر السوفيتي. اندلعت الاشتباكات في وقت قريب من بين الجيش الجديد وقوى الأمن الداخلي السوفيتية المتمركزة في يريفان عندما قرر الأرمن الاحتفال بذكرى تأسيس جمهورية أرمينيا الديمقراطية عام 1918. أسفر العنف عن مقتل خمسة من الأرمن في تبادل لإطلاق النار مع قوى الأمن الداخلي السوفيتية في محطة للقطار. ادعى شهود عيان بأن قوى الأمن الداخلي استخدمت القوة المفرطة وأنهم حرضوا على القتال.
وقعت معارك بين الميليشيات الأرمنية والقوات السوفيتية في سوفيتاشن بالقرب من العاصمة وأسفرت عن مقتل أكثر من 26 شخصًا معظمهم من الأرمن. أما أعمال العنف ضد الأرمن في باكو في يناير 1990 اضطرت معظم الأرمن البالغ عددهم 200,000 في العاصمة الأذربيجانية باكو على الفرار إلى أرمينيا. في 17 مارس 1991، قاطعت أرمينيا ودول البلطيق وجورجيا ومولدوفا استفتاء على مستوى الاتحاد صوت فيه 78 ٪ من مجموع الناخبين للإبقاء على الاتحاد السوفيتي مع إصلاحه.

### استعادة الاستقلال
في عام 1991، انهار الاتحاد السوفيتي واستعادت أرمينيا استقلالها. أعلن الاستقلال في 23 أغسطس وكانت أول جمهورية خارج البلطيق تعلن الانفصال. ومع ذلك، شهدت السنوات الأولى بعد انهيار الاتحاد السوفيتي صعوبات اقتصادية فضلًا عن التطور التدريجي للمواجهات المسلحة واسعة النطاق بين الأرمن في قرة باغ وأذربيجان. كان للمشاكل الاقتصادية جذورها في بدايات نزاع ناغورني عندما تمكنت الجبهة الشعبية الأذربيجانية من الضغط على جمهورية أذربيجان الاشتراكية السوفيتية للتحريض على حصار جوي وعبر السكك الحديدية ضد أرمينيا. أدى هذا التحرك إلى شل اقتصاد أرمينيا حيث أن 85 ٪ من البضائع والسلع كانت تصلها عبر حركة السكك الحديدية. في عام 1993، انضمت تركيا إلى الحصار المفروض على أرمينيا دعمًا لأذربيجان.
انتهت حرب قرة باغ بعد وساطة روسية لوقف إطلاق النار في عام 1994. كانت الحرب نجاحًا لقوات كاراباخ الأرمنية التي تمكنت من السيطرة على 14 ٪ من أراضي أذربيجان المعترف بها دوليًا بما في ذلك ناغورني كاراباخ نفسها. ومنذ ذلك الحين، عقدت أرمينيا وأذربيجان محادثات سلام توسطت فيها منظمة الأمن والتعاون في أوروبا. ولم يتحدد وضع قرة باغ بعد. تأذى اقتصادا البلدين لعدم وجود حل كامل وتبقى حدود أرمينيا مغلقة مع تركيا وأذربيجان. مع الاتفاق على وقف إطلاق النار بين أذربيجان وأرمينيا عام 1994، كان قد قتل ما يقدر بنحو 30,000 شخص وشرد أكثر من مليون.
مع دخول أرمينيا القرن الحادي والعشرين فإنها تواجه العديد من المصاعب. مع ذلك فقد تمكنت من إجراء بعض التحسينات. نجحت البلاد في إكمال التحول إلى اقتصاد السوق وفي عام 2009 كانت الدولة رقم 31 الأكثر حرية اقتصادية في العالم. سمحت علاقات أرمينيا مع أوروبا والشرق الأوسط ورابطة الدول المستقلة بزيادة التجارة. يصل الغاز والنفط وغيرها من اللوازم عن طريقين حيويين هما إيران وجورجيا. وتحافظ أرمينيا على علاقات ودية مع كلا البلدين.

## الجغرافيا

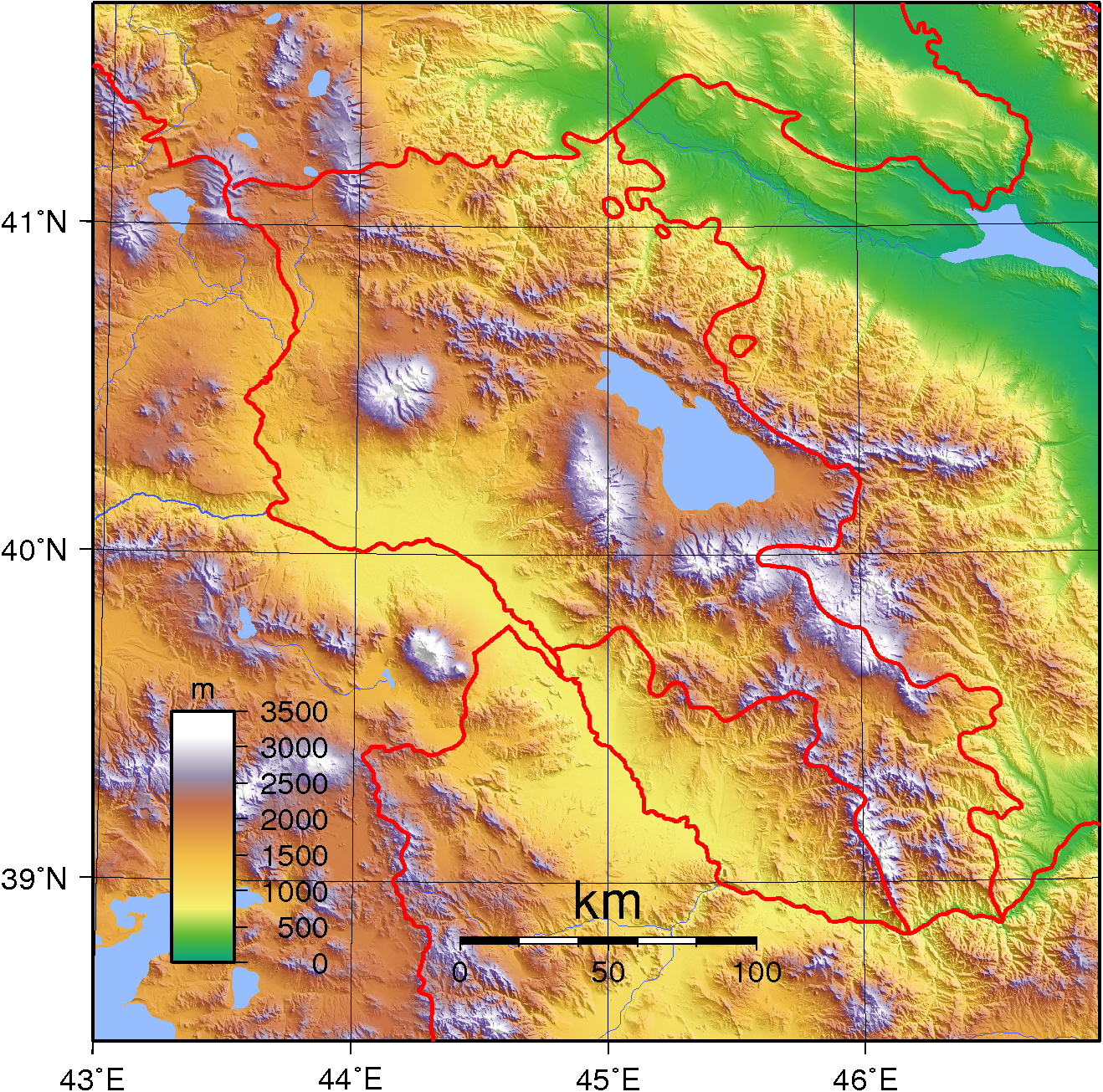
تضاريس أرمينيا جبلية وبركانية

أرمينيا بلد غير ساحلي في جنوب القوقاز. تقع بين البحر الأسود وبحر قزوين ويحدها من الشمال والشرق جورجيا وأذربيجان ومن الجنوب والغرب إيران وتركيا.

### التضاريس
تبلغ مساحة جمهورية أرمينيا 29,743 كيلومتر مربع (11,484 ميل مربع)، وتقع في الشمال الشرقي من الهضبة الأرمينية (400,000 كيلومتر مربع أو 154,441 ميل مربع) والتي تعرف باسم أرمينيا التاريخية وتعتبر الوطن الأصلي للأرمن. تغلب عليها التضاريس الجبلية، بوجود أنهار سريعة الجريان وقلة الغابات. المناخ هو مناخ المرتفعات القاري، وهو ما يعني أنها تتعرض لصيف حار وشتاء بارد. ترتفع الأرض نحو 4,090 متر (13,419 قدم) فوق مستوى سطح البحر عند جبل أراغات، ولا توجد منطقة تنخفض دون 390 متر (1,280 قدم) فوق مستوى سطح البحر.
يعد جبل أرارات أعلى جبل في المنطقة وهو جزء من أرمينيا التاريخية. يقع الجبل الآن في الأراضي التركية، ولكن يمكن رؤيته بوضوح من أرمينيا، ويعتبره الأرمن رمزًا لأرضهم. ولذلك يوجد الجبل على الشعار الوطني الأرمني اليوم.

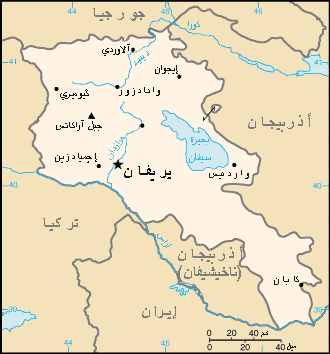
خريطة أرمينيا.

### البيئة
أنشأت أرمينيا وزارة لحماية الطبيعة وفرضت ضرائب لتلوث الهواء والمياه والتخلص من النفايات الصلبة، والتي تستخدم عائداتها لأنشطة حماية البيئة. إدارة النفايات في أرمينيا متخلفة حيث لا يجري فرز النفايات أو إعادة تدويرها في مدافن النفايات الستون في البلاد.
على الرغم من غزارة مصادر الطاقة المتجددة في أرمينيا (وخاصة لتوليد الطاقة الكهرمائية وطاقة الرياح) فإن الحكومة الأرمنية تعمل على بناء محطة كهرباء نووية جديدة في ميدزامور بالقرب من يريفان.

### المناخ
مناخ أرمينيا قاري بشكل ملحوظ. الصيف جاف ومشمس ويدوم من يونيو وحتى منتصف سبتمبر. تتراوح درجات الحرارة بين 22-36 درجة مئوية (72-97 درجة فهرنهايت). ومع ذلك، فإن مستوى الرطوبة المنخفض يخفف من تأثير درجات الحرارة العالية. توفر النسمات المسائية قادمة من الجبال تأثيرًا منعشًا مرحبًا به. الينابيع قصيرة بينما الشلالات مرتفعة. بينما يشتهر الخريف بأوراق الشجر الحيوية والملونة.
الشتاء بارد جدًا وتكثر فيه الثلوج حيث تتراوح درجات الحرارة بين -10 و-5 درجة مئوية (14 و23 درجة فهرنهايت). يستمتع هواة الرياضات الشتوية بالتزلج أسفل تلال تشاخكادزور والتي تبعد نحو ثلاثين دقيقة خارج يريفان. بحيرة سيفان، والتي تقع في المرتفعات الأرمنية، هي ثاني أكبر بحيرة في العالم بالنسبة لارتفاعها، حيث تقع عند 1900 متر (6234 قدم) فوق مستوى سطح البحر.

## الحكومة والسياسة
تدور السياسة في أرمينيا في فلك نظام رئاسي جمهوري عبر ديمقراطية تمثيلية. وفقًا للدستور الأرميني الرئيس هو رئيس الحكومة والنظام متعدد الأحزاب. تمارس السلطة التنفيذية من قبل الحكومة. بينما تناط السلطة التشريعية في كل من الحكومة والبرلمان. يسيطر على البرلمان وحيد الغرفة (المعروف أيضًا باسم الجمعية الوطنية) ائتلاف من أربعة أحزاب سياسية: الحزب الجمهوري المحافظ وحزب أرمينيا المزدهرة وحزب سيادة القانون والاتحاد الثوري الأرمني. حزب المعارضة الرئيسي هو حزب تراث رافي هوفانيسيان الذي يؤيد عضوية الأرمن في نهاية المطاف في الاتحاد الأوروبي وحلف شمال الأطلسي.
هدف الحكومة الأرمنية المعلن هو بناء ديمقراطية برلمانية على النمط الغربي كأساس لتشكيل حكومة البلاد. حق الاقتراع العام لكل من تجاوز سن الثامنة عشرة.
شكك المراقبون الدوليون من مجلس أوروبا ووزارة الخارجية الأميركية في نزاهة الاستفتاءات الدستورية والانتخابات البرلمانية والرئاسية في أرمينيا منذ عام 1995، مبلغين عن أوجه قصور في الاقتراع وعدم التعاون من اللجنة الانتخابية وسوء صيانة القوائم الانتخابية ومراكز الاقتراع. صنف بيت الحرية أرمينيا في تقريره لعام 2008 بأنها «نظام استبدادي شبه موحد» (إلى جانب مولدوفا وكوسوفو وقيرغيزستان وروسيا) وصنف أرمينيا في المرتبة 20 من بين 29 من الدول التي تمر بمرحلة انتقالية، حيث حصدت 5.21 من أصل 7 من نقاط الديمقراطية (حيث 7 تمثل أدنى مستوى من التقدم الديمقراطي).
منذ عام 1999 وتصنيف بيت الحرية للديمقراطية في أرمينيا في انخفاض مستمر (4.79 إلى 5.21). علاوة على ذلك صنف بيت الحرية أرمينيا على أنها «حرة جزئيًا» في تقرير عام 2007، على الرغم من أنه لم يصنفها بوصفها «ديمقراطية انتخابية» مشيرًا إلى عدم وجود انتخابات حرة وتنافسية نسبيًا. مع ذلك، يبدو أن تقدمًا ملموسًا قد برز منذ عام 2008 حيث أشيد بالانتخابات الرئاسية الأرمنية بكونها ديمقراطية إلى حد كبير من قبل مراقبي منظمة الأمن والتعاون في أوروبا والمراقبين الغربيين.

### العلاقات الخارجية

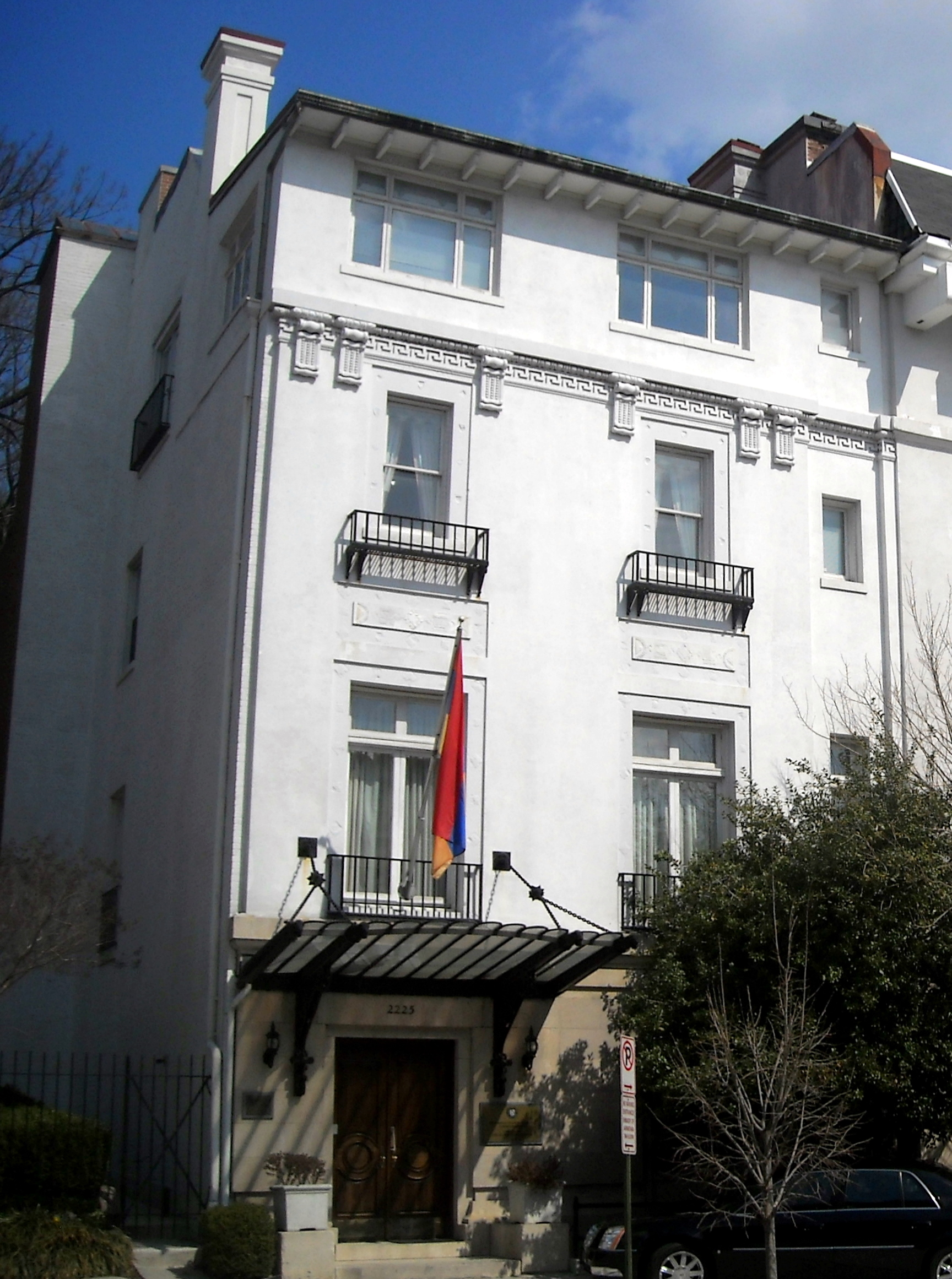
سفارة أرمينيا في واشنطن العاصمة.

تحتفظ أرمينيا حاليًا بعلاقات جيدة مع كل بلدان العالم تقريبًا يستثنى من ذلك جارتاها المباشرتان تركيا وأذربيجان. تصاعد التوتر بين الأرمن والأذربيجانيين خلال السنوات الأخيرة من عمر الاتحاد السوفيتي. بينما هيمن الصراع في ناغورني كاراباخ على السياسة في المنطقة على مدى تسعينات القرن الماضي. لا تزال الحدود مغلقة بين البلدين المتنافسين حتى يومنا هذا ولم يتم التوصل إلى حل دائم للصراع على الرغم من الوساطات التي تقدمها منظمات مثل منظمة الأمن والتعاون في أوروبا.
تمتلك تركيا أيضًا تاريخًا طويلًا من سوء العلاقات مع أرمينيا بسبب رفضها الاعتراف بالإبادة الأرمنية. كانت تركيا واحدة من أوائل الدول التي اعترفت بجمهورية أرمينيا بعد استقلالها عن الاتحاد السوفيتي في 1991. على الرغم من هذا، فإن العلاقات على مدى القرن العشرين وبدايات القرن الحالي متوترة ولا توجد علاقات دبلوماسية رسمية بين البلدين بسبب رفض تركيا لأسباب عديدة. أغلقت تركيا حدودها البرية مع أرمينيا خلال نزاع قرة باغ في عام 1993. لم ترفع تركيا حصارها على الرغم من ضغوط لوبي الأعمال التركي القوي المهتم بالأسواق الأرمينية. مع ذلك ومنذ عام 2005، تقوم شركة الطيران الأرمينية ارمافيا برحلات منتظمة بين مطار زفارتنوتس الدولي في يريفان ومطار أتاتورك الدولي في إسطنبول.
في 10 أكتوبر 2009، وقعت أرمينيا وتركيا بروتوكولات بشأن تطبيع العلاقات والتي تحدد جدولًا زمنيًا لاستعادة العلاقات الدبلوماسية وإعادة فتح حدودهما المشتركة. يجب تصديق تلك الاتفاقات في البرلمانات الوطنية. نجحت حكومة أرمينيا في تمريرها عبر المحكمة الدستورية وأرسلتها إلى البرلمان للتصديق النهائي. أعلن الرئيس علنا عدة مرات خارج البلاد وداخلها كونه زعيم الأغلبية السياسية في أرمينيا سيضمن التصديق على البروتوكولات إذا وافقت عليها تركيا. رغم ذلك، توقفت هذه العملية بسبب مطالب تركيا بإضافة شروط مسبقة لتصديقها.
نظرًا لموقعها بين جارتين غير وديتين، تمتلك أرمينيا علاقات أمنية وثيقة مع روسيا. بناء على طلب من الحكومة الأرمينية، تحتفظ روسيا بقاعدة عسكرية في مدينة غيومري  في الشمال الغربي كرادع ضد تركيا. على الرغم من هذا، بدأت أرمينيا في التطلع إلى الهياكل الأوروبية الأطلسية في السنوات الأخيرة. تقيم البلاد علاقات جيدة مع الولايات المتحدة ولا سيما عبر الجالية الأرمنية. وفقا لمكتب الإحصاء الأميركي، هناك 427,822 أرمني يعيشون في البلاد.
كما لا تزال تحافظ البلاد على علاقات متينة مع جارتها الجنوبية إيران ولا سيما في القطاع الاقتصادي. من المشاريع الاقتصادية خط أنابيب الغاز من إيران إلى أرمينيا قيد التتطوير حاليًا.
أرمينيا أيضًا عضو في مجلس أوروبا، وتحافظ على علاقات ودية مع الاتحاد الأوروبي ولا سيما مع الدول الأعضاء مثل فرنسا واليونان. أفاد مسح 2005 أن 64 ٪ من سكان أرمينيا سيصوتون لصالح الانضمام إلى الاتحاد الأوروبي. كما أعرب العديد من المسؤولين الأرمن عن رغبة بلادهم في أن تصبح في نهاية المطاف دولة عضوًا في الاتحاد الأوروبي.

## القوات المسلحة
تضم القوات المسلحة الأرمينية الجيش الأرمني، والقوات الجوية والدفاع الجوي، وحرس الحدود. تشكلت القوة العسكرية الأرمينية بعد انهيار الاتحاد السوفيتي في عام 1991 مع إنشاء وزارة الدفاع في 1992. القائد العام للقوات المسلحة هو رئيس أرمينيا أرمين سركيسيان. وزارة الدفاع هي مسؤولة عن القيادة السياسية ويرأسها حاليا الكولونيل الجنرال مايكل هارواتيونيان بينما تقع القيادة العسكرية في يد هيئة الأركان العامة برئاسة رئيس الأركان التي يشغلها حاليًا الفريق سيران أوهانيان.

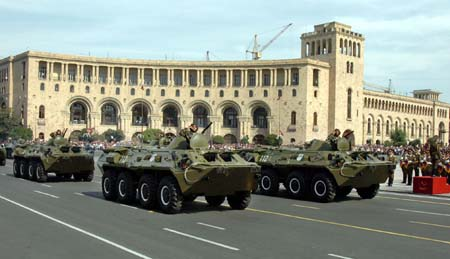
بي تي أر-80 تابعة للجيش الأرميني.

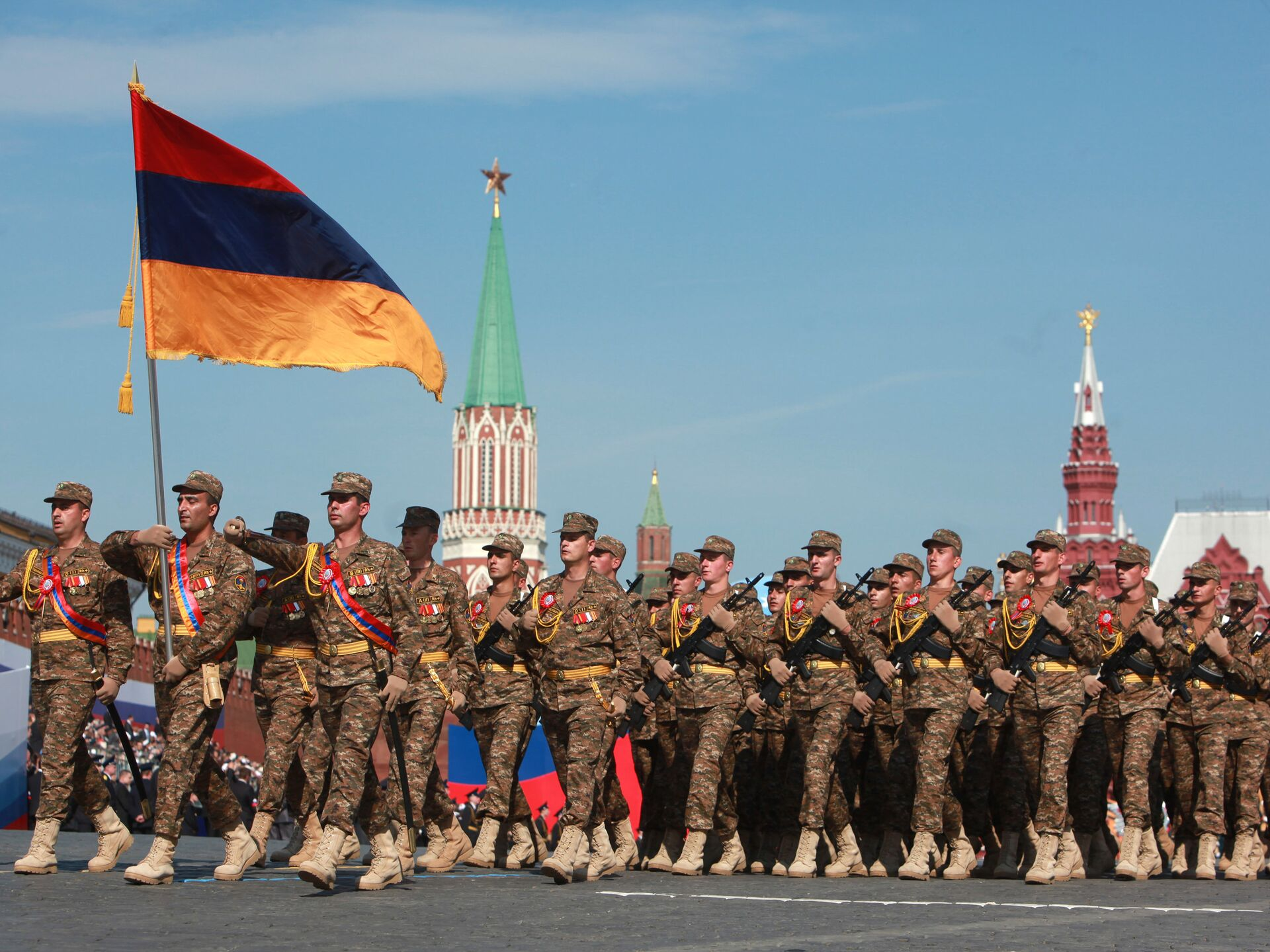
جنود أرمن يشاركون في مسير يوم النصر في موسكو 2010.

تشمل القوة الفعالة للجيش نحو 81000 جندي بينما قوات الاحتياط نحو 32000 جندي. يعد حرس الحدود الأرمني المسؤول عن الدوريات على حدود البلاد مع جورجيا وأذربيجان بينما تقوم القوات الروسية برصد الحدود مع إيران وتركيا. في حالة وقوع هجوم، تقوم أرمينيا بحشد كل الرجال الأصحاء الذين تتراوح أعمارهم بين 15 و59.
صادق البرلمان الأرميني في يوليو 1992 على معاهدة القوات المسلحة التقليدية في أوروبا والتي تحدد الفئات الرئيسية من المعدات العسكرية. في مارس 1993، وقعت أرمينيا على اتفاقية الأسلحة الكيميائية متعددة الأطراف والتي تدعو إلى القضاء النهائي على الأسلحة الكيميائية. انضمت أرمينيا إلى معاهدة الحد من انتشار الأسلحة النووية باعتبارها دولة غير حائزة على الأسلحة النووية في يوليو 1993.
أرمينيا عضو في منظمة معاهدة الأمن الجماعي جنبًا إلى جنب مع بيلاروسيا وكازاخستان وقيرغيزستان وروسيا وطاجيكستان وأوزبكستان. كما تشارك في الشراكة من أجل السلام التابع لحلف الناتو وفي منظمة أخرى تتبع الناتو تدعى مجلس الشراكة الأوروبية الأطلسية. شاركت أرمينيا في بعثة لحفظ السلام في كوسوفو كجزء من القوات غير التابعة للناتو تحت القيادة اليونانية. كما كان لأرمينيا 46 من أفراد قوات حفظ السلام العسكرية كجزء من قوات التحالف في حرب العراق حتى أكتوبر 2008.

## التقسيمات الإدارية

### المحافظات
تقسم أرمينيا إلى عشر محافظات (مارتزر وجمعها مارتز) بالإضافة إلى يريفان عاصمة البلاد. الرئيس التنفيذي في كل من المحافظات العشر يدعى مارتزبت أي (حاكم مارتز) وتعينه حكومة أرمينيا. في يريفان، الرئيس التنفيذي هو رئيس البلدية المعين من قبل الرئيس.
في كل محافظة توجد مجتمعات. كل مجتمع ذاتي الحكم بحد ذاته ويتكون من مستوطنة أو أكثر. تصنف المستوطنات إما بلدات أو قرى. اعتبارا من عام 2007، ضمت أرمينيا 915 مجتمعًا محليًا، 49 منها في المناطق الحضرية و866 تعتبر ريفية. تمتلك العاصمة يريفان أيضًا صفة مجتمع. بالإضافة إلى ذلك تقسم يريفان إلى اثنتي عشرة مقاطعة تتمتع بحكم شبه ذاتي.

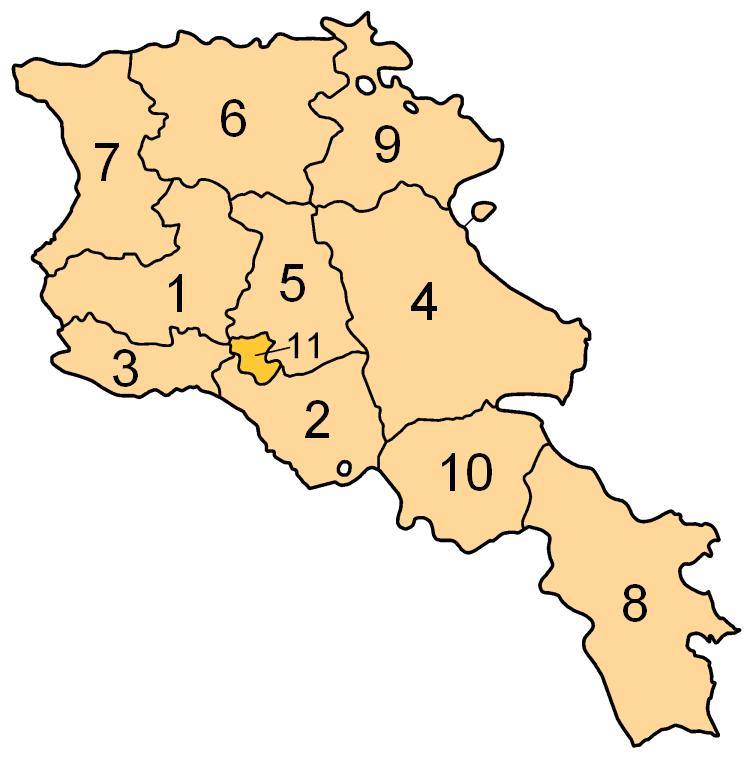
مقاطعات أرمينيا.

| #  | المحافظة                 | العاصمة                | المساحة   | تعداد السكان |
| -- | ------------------------ | ---------------------- | --------- | ------------ |
| 1  | أراغاتسوتن (Արագածոտն)   | أشتاراك (Աշտարակ)      | 2,753 كم² | 126,278      |
| 2  | أرارات (Արարատ)          | أرتاشات (Արտաշատ)      | 2,096 كم² | 252,665      |
| 3  | أرمافير (Արմավիր)        | أرمافير (Արմավիր)      | 1,242 كم² | 255,861      |
| 4  | غيغاركونيك (Գեղարքունիք) | غافار (Գավառ)          | 5,348 كم² | 215,371      |
| 5  | كوتايك (Կոտայք)          | هرازدان (Հրազդան)      | 2,089 كم² | 241,337      |
| 6  | لوري (Լոռի)              | فانادزور (Վանաձոր)     | 3,789 كم² | 253,351      |
| 7  | شيراك (Շիրակ)            | غيومري (Գյումրի)       | 2,681 كم² | 257,242      |
| 8  | سيونيك (Սյունիք)         | كابان (Կապան)          | 4,506 كم² | 134,061      |
| 9  | تافوش (Տավուշ)           | إجيفان (Իջևան)         | 2,704 كم² | 121,963      |
| 10 | فايوتس جور (Վայոց Ձոր)   | يغيغنادزور (Եղեգնաձոր) | 2,308 كم² | 53,230       |
| 11 | يريفان (Երևան)           | –                      | 227 كم²   | 1,091,235    |

## الاقتصاد

توزيع عمالة أرمينيا حسب تقديرات 2006

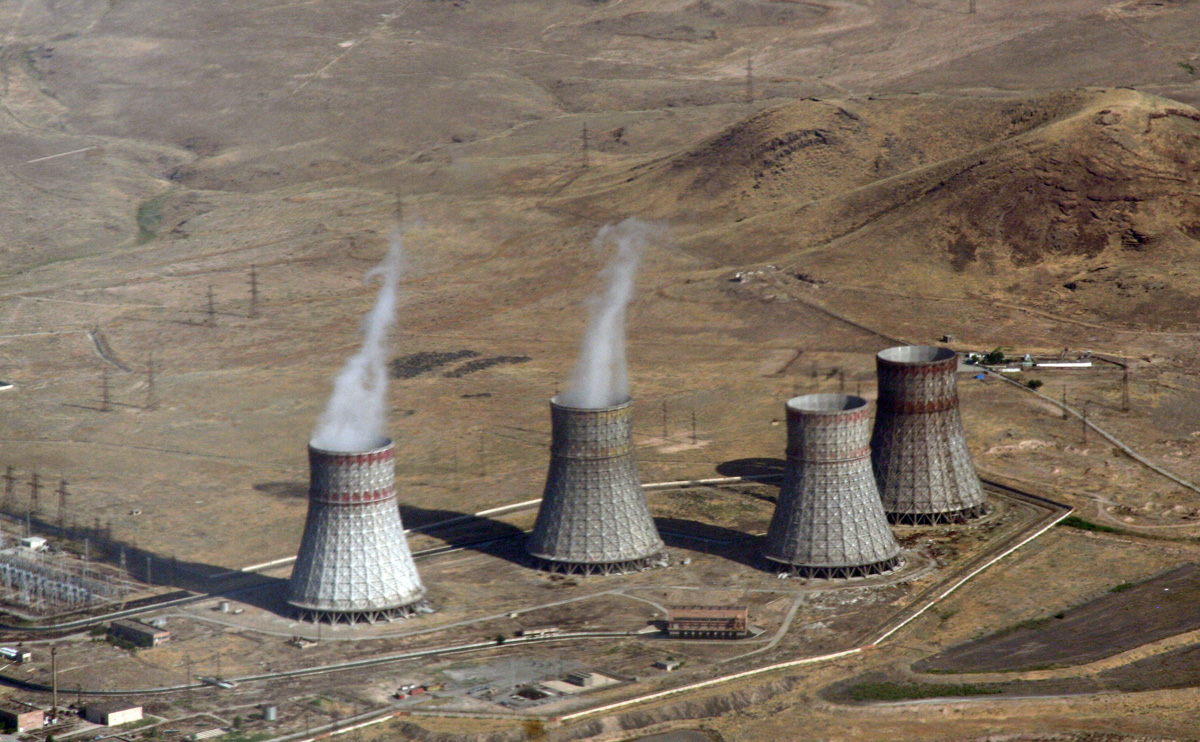
محطة متسامور الكهروذرية

يعتمد اقتصاد أرمينيا اعتمادًا كبيرًا على الاستثمار والدعم من الأرمن في الخارج. اعتمد اقتصاد البلاد قبل الاستقلال إلى درجة كبيرة على أساس صناعة المواد الكيميائية والالكترونيات والآلات وتجهيز الأغذية والمطاط الصناعي والمنسوجات معتمدة اعتمادًا كبيرًا على الموارد الخارجية. طورت الجمهورية قطاعًا صناعيًا حديثًا يقوم على توفير الآلات والمنسوجات والسلع المصنعة الأخرى إلى الجمهوريات الشقيقة في مقابل الحصول على المواد الخام والطاقة.
شكلت الزراعة أقل من 20% من الناتج الصافي أو من حيث حجم العمالة قبل تفكك الاتحاد السوفيتي في 1991. بعد الاستقلال برزت أهمية الزراعة في الاقتصاد بشكل ملحوظ حيث صعدت حصتها في نهاية التسعينات إلى أكثر من 30% من الناتج المحلي الإجمالي وأكثر من 40 % من إجمالي العمالة. يعزى ذلك إلى الحاجة إلى تأمين المواد الغذائية للسكان في مواجهة عدم اليقين الذي ساد خلال المراحل الأولى من التحول وانهيار القطاعات غير الزراعية في أوائل التسعينات. مع استقرار الوضع الاقتصادي واستئناف النمو، تراجعت حصة الزراعة في الناتج المحلي الإجمالي إلى ما يزيد قليلًا عن 20% (بيانات 2006)، على الرغم من أن حصة الزراعة في العمالة لا تزال أكثر من 40%.
تنتج المناجم الأرمنية النحاس الزنك الذهب الرصاص. بينما تنتج الغالبية العظمى من الطاقة من الوقود المستورد من روسيا، بما في ذلك الغاز والوقود النووي (لمحطتها الوحيدة للطاقة النووية). المصدر الرئيسي للطاقة المحلية هي الطاقة الكهرمائية. توجد في البلاد كميات صغيرة من الفحم الحجري والغاز والبترول لكن لم يجر استثمارها حتى الآن.
عانى اقتصاد أرمينيا من آثار الاقتصاد المركزي المخطط ومن تبعات انهيار الأنماط التجارية في الاتحاد السوفيتي مثلها في ذلك الدول الأخرى المستقلة حديثًا عن الاتحاد السوفيتي. اختفى الاستثمار السوفيتي ودعمه للصناعة الأرمنية، حيث لم تستطع سوى بعض الشركات الكبرى الاستمرار في العمل. بالإضافة إلى ذلك، لم تتعاف البلاد كليًا من آثار الزلزال سبيتاك عام 1988 الذي قتل أكثر من 25,000 شخص وشرد 500,000. كما يضاف إلى ذلك النزاع مع أذربيجان حول إقليم ناغورنو كاراباخ. دمر إغلاق الحدود التركية الأذربيجانية اقتصاد أرمينيا لاعتمادها على الإمدادات الخارجية من الطاقة وأغلب المواد الخام. الطرق البرية عبر جورجيا وإيران ليست كافية أو غير موثوق بها. انخفض الناتج المحلي الإجمالي ما يقرب من 60% من 1989 حتى 1993، ثم استأنف نموه القوي. العملة الوطنية هي الدرام، والتي عانت من التضخم في السنوات الأولى من طرحها للتداول في 1993.

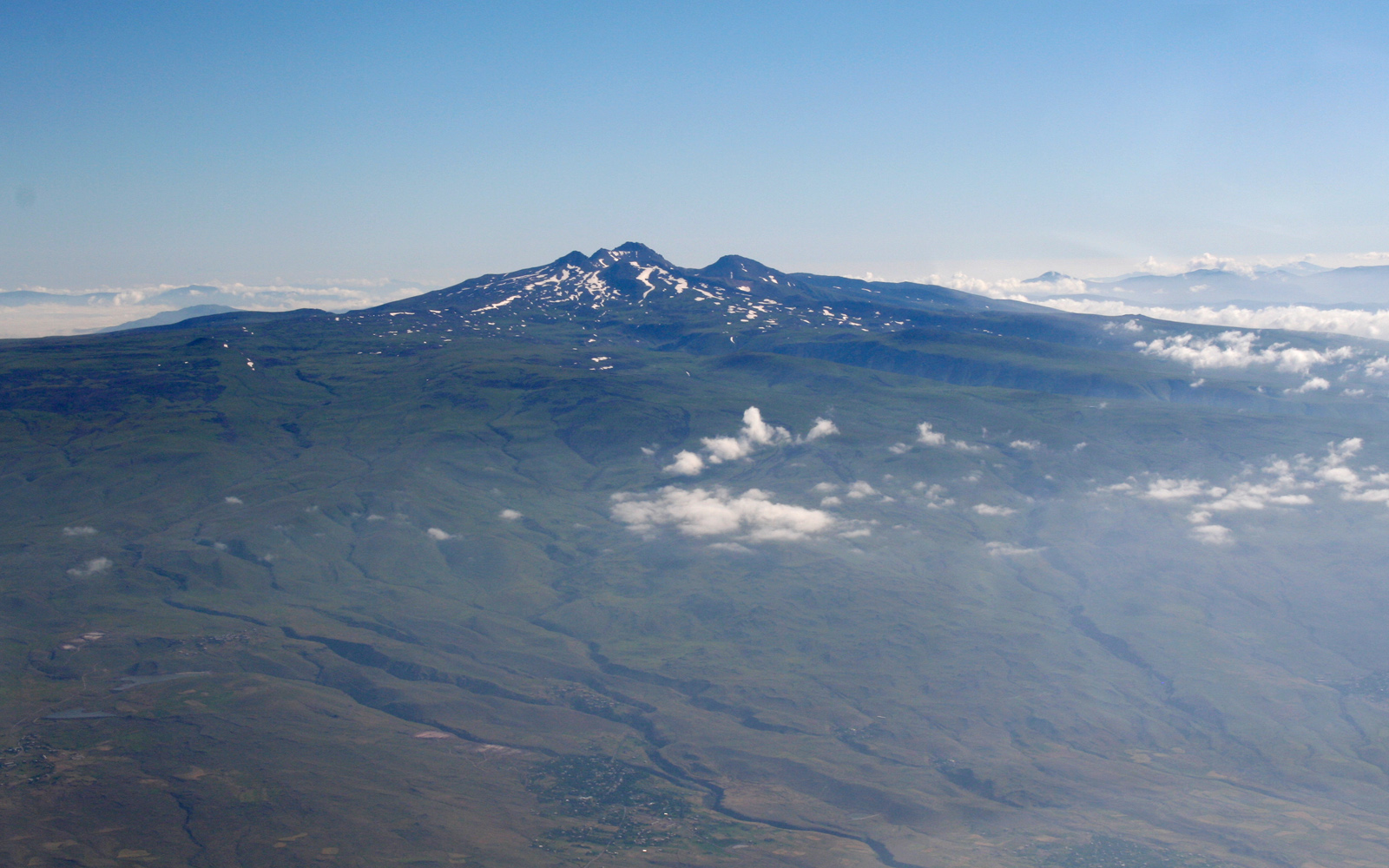
تساعد التربة البركانية الخصبة في زراعة القمح والشعير بالإضافة إلى رعي الماشية.

مع ذلك، كانت الحكومة قادرة على إجراء إصلاحات اقتصادية واسعة النطاق نجحت في خفض معدلات التضخم بشكل كبير وأطلقت نموًا مطردًا. ساعد وقف إطلاق النار عام 1994 في قره باغ في تحسين الاقتصاد أيضًا. بدأ النمو الاقتصادي القوي لأرمينيا في عام 1995، منطلقًا من التحول الذي بدأ في العام السابق وتراجع التضخم على مدى السنوات العديدة الماضية. برزت قطاعات جديدة مثل الأحجار الكريمة وصياغة المجوهرات وتقنية المعلومات والاتصالات، كما أن السياحة كانت بداية لتكملة القطاعات التقليدية في الاقتصاد مثل الزراعة.
جنى هذا التقدم الاقتصادي المطرد لأرمينيا دعمًا متزايدًا من المؤسسات الدولية. حيث منحها صندوق النقد الدولي والبنك الدولي والبنك الأوروبي للإنشاء والتعمير وغيرها من المؤسسات المالية الدولية والبلدان الأجنبية قروضًا كبيرة. تجاوزت ديون أرمينيا منذ عام 1993 مبلغ 1.1 مليار دولار. تستهدف هذه القروض الحد من عجز الموازنة واستقرار العملة وتطوير الشركات الخاصة والطاقة والزراعة وتجهيز الأغذية والنقل وقطاعي الصحة والتعليم وإعادة التأهيل الجاري في المنطقة التي ضربها الزلزال. انضمت الحكومة إلى منظمة التجارة العالمية يوم 5 فبراير 2003. لكن أحد المصادر الرئيسية للاستثمارات الأجنبية المباشرة لا يزال الشتات الأرمني، الذي يمول أجزاء كبيرة من إعادة إعمار البنية التحتية والمشاريع العامة الأخرى. كونها دولة ديمقراطية نامية تأمل أرمينيا في الحصول على المزيد من المساعدات المالية من العالم الغربي.
تمت المصادقة على قانون الاستثمار الأجنبي الليبرالي في يونيو 1994، كما اعتمد قانون الخصخصة في عام 1997 فضلًا عن برنامج لخصخصة ممتلكات الدولة. سيتوقف استمرار التقدم على قدرة الحكومة على تعزيز إدارة الاقتصاد الكلي بما في ذلك زيادة الإيرادات، وتحسين مناخ الاستثمار، واتخاذ خطوات لمكافحة الفساد. لكن البطالة لا تزال مشكلة كبيرة بسبب تدفق آلاف اللاجئين من الصراع في ناغورني والتي تبلغ حاليًا نحو 15%.
تحتل أرمينيا المرتبة 83 على مؤشر التنمية البشرية لعام 2007 في برنامج الأمم المتحدة الإنمائي، وهي أعلى نسبة بين جمهوريات القوقاز. كما صنفت منظمة الشفافية الدولية في مؤشر الفساد لعام 2007 أرمينيا في المرتبة 99 بين 179 دولة. أما في مؤشر الحرية الاقتصادية لعام 2008، فاحتلت أرمينيا المرتبة 28 متقدمة على بلدان مثل النمسا والبرتغال وفرنسا وإيطاليا.

## الديموغرافيا

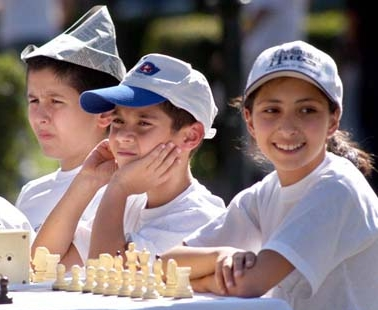
أطفال أرمن في مسابقة الأمم المتحدة للشطرنج عام 2005.

يبلغ تعداد سكان أرمينيا 3,238,000 نسمة (تقديرات 2008)،  وهي ثاني أكثر دول الاتحاد السوفيتي السابق كثافة سكانية. برزت مشكلة تراجع تعداد السكان بسبب ارتفاع مستويات النزوح بعد تفكك الاتحاد السوفيتي. رغم ذلك تراجعت معدلات الهجرة وانخفاض عدد السكان في السنوات الأخيرة، وبدأت أعداد بالعودة إلى أرمينيا والذي يتوقع أن يستمر. كما يتوقع أن تستعيد أرمينيا النمو السكاني الإيجابية بحلول عام 2010.
يشكل الأرمن 97.9 ٪ من السكان. أما اليزيديون فيشكلون 1.3 ٪ والروس 0.5 ٪. تشمل الأقليات الأخرى آشوريون والأوكرانيين واليونانيين والأكراد والجورجيين والبيلاروس. هناك أيضًا مجتمعات أصغر مثل الفلاش والموردفينيين والأوسيتيين والأوديين والتاتيين. هناك أقليات من البولنديين وألمان القوقاز رغم تأثرهم الشديد بالثقافة الروسية.
خلال الحقبة السوفيتية، كان الأذريون ثاني أكبر مجموعة في البلاد (حوالي 2.5 ٪ في 1989). ولكن بسبب النزاع حول ناغورني كاراباخ نزحوا بأغلبهم من أرمينيا إلى أذربيجان. وفي المقابل تلقت أرمينيا أعدادًا كبيرة من الأرمن القادمين من أذربيجان وذلك ما أعطى أرمينيا شكلًا أكثر تجانسًا.
الأرمينية هي اللغة الرسمية الوحيدة على الرغم من أن اللغة الروسية تستخدم على نطاق واسع ولا سيما في مجال التعليم  ويمكن اعتبارها بحكم الأمر الواقع «اللغة الثانية». يعتقد 94 ٪ من الأرمن البالغين بأهمية أن يتعلم أبناؤهم الروسية.

### الشتات الأرمني
الشتات الأرمني كبير نسبيًا (8 ملايين حسب بعض التقديرات، وهو ما يتجاوز كثيرًا تعداد سكان أرمينيا نفسها البالغ 3 ملايين)، حيث توجد المجتمعات الأرمنية في جميع أنحاء العالم. توجد أكبر التجمعات الأرمنية خارج أرمينيا في روسيا وفرنسا وإيران والولايات المتحدة وجورجيا وسوريا ولبنان والأرجنتين وأستراليا وكندا واليونان وقبرص والعراق وإسرائيل وبولندا وأوكرانيا ومصر. كما لا يزال 40,000 - 70,000 من الأرمن يعيشون في تركيا (معظمهم في أو حول اسطنبول).
يقيم أيضًا حوالي 1000 أرمني في الحي الأرمني في البلدة القديمة في القدس وهم من تبقى من مجتمع أكبر. يوجد في إيطاليا سان لاتزارو ديلي أرميني وهي جزيرة تقع في البحيرة الفينيشية، يشغلها تمامًا دير يديره الميخيتاريستيون وهم جماعة أرمنية كاثوليكية. بالإضافة إلى ذلك، يعيش ما يقرب من 139,000 من الأرمن في الدولة بحكم الواقع ناغورني كاراباخ حيث يشكلون أغلبية السكان.

### الصحة
بلغ مأمول الحياة عند الولادة 70 عامًا للذكور و76 للإناث في عام 2006. بلغ الإنفاق على الصحة نحو 5.6 ٪ من الناتج المحلي الإجمالي في عام 2004،  ومعظمه كان خارج القطاع الخاص. بلغ الإنفاق الحكومي على الصحة نحو 112$ للشخص الواحد في عام 2006.

### الدين

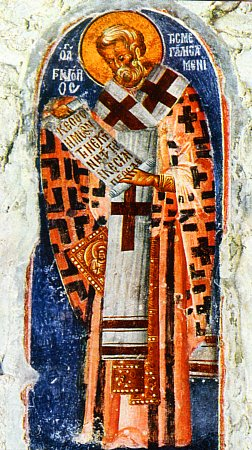
أدت دعوة القديس غريغوريوس المستنير إلى اعتناق أرمينيا للمسيحية في العام 301م. يعد القديس الحامي للكنيسة الأرمنية الرسولية.

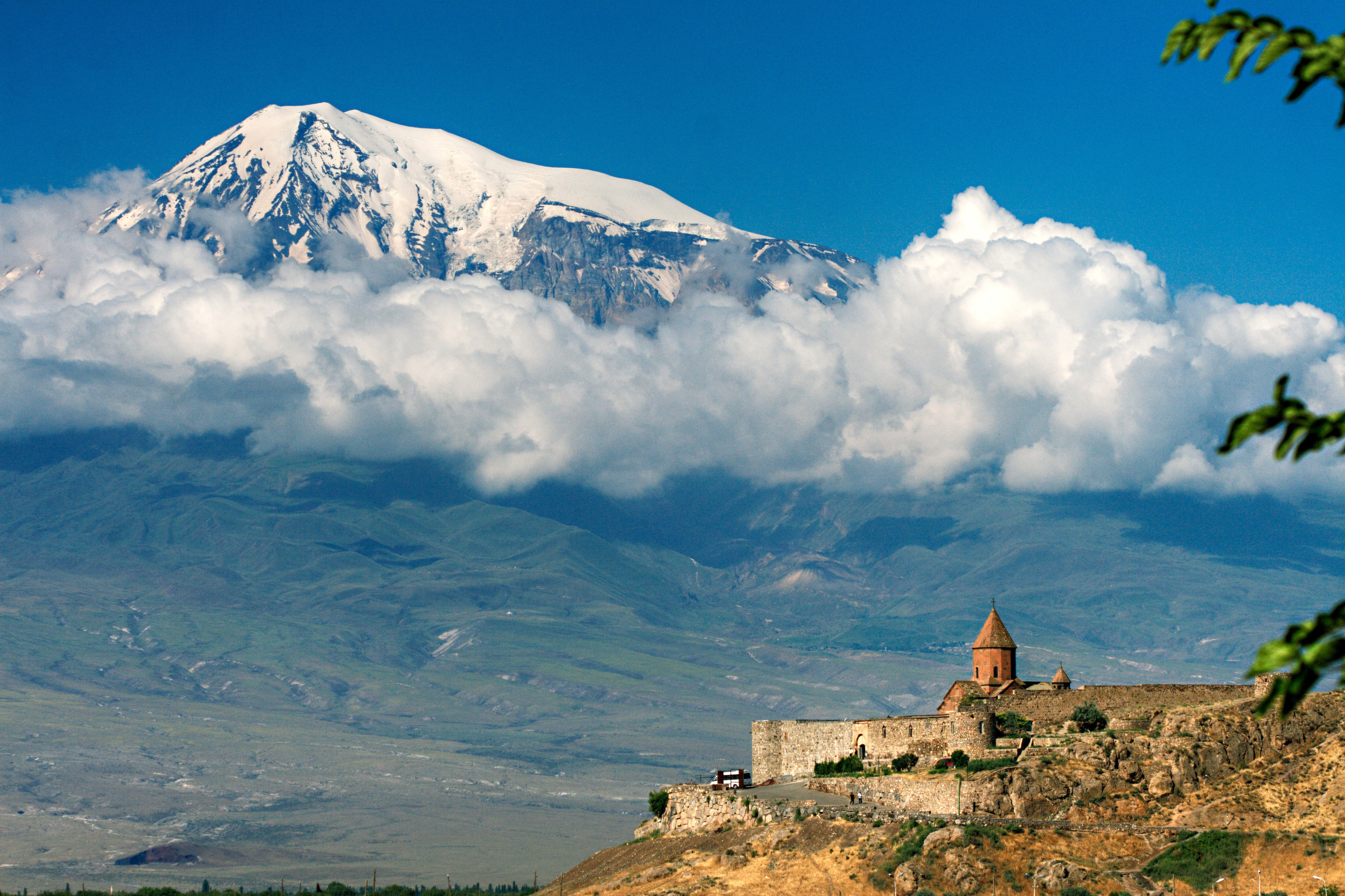
دير خور فيراب الذي يعود للقرن السابع الميلادي ويقع قرب جبل أرارات الذي يعتقد برسو سفينة نوح عليه.

تعد أرمينيا أول بلد اعتمد المسيحية كدين للدولة، وهو حدث يؤرخ تقليديًا في عام 301م.
الديانة السائدة في أرمينيا هي المسيحية، والكنيسة الوطنية في البلاد هي الكنيسة الرسولية الأرمنية، التي تأسست وفق التقاليد الكنسية في القرن الأول على يد القديس تداوس والقديس برثلماوس وكلاهما من التلاميذ الاثني عشر، ولذلك تصف هذه الكنيسة نفسها «بالرسولية». من ناحية الطقوس، للكنيسة طقوسها الخاصة المنبثقة من الحضارة والمجتمع الأرمني، غير أنها تندرج في عائلة الطقوس والليتورجيات الشرقية أي تلك التي نشأت في القدس ومن ثمّ ازدهرت في الرها. أما من ناحية العقائد، فإن الكنيسة الأرمنية هي من الكنائس اللاخلقيدونية أي أنها تندرج ضمن عائلة الكنائس الأرثوذكسية المشرقية وتتقاسم المعتقدات ذاتها مع الأقباط الأرثوذكس والسريان الأرثوذكس بشكل رئيسي. الكنيسة الأرمنية أيضًا، هي عضو في مجلس كنائس الشرق الأوسط والمجلس العالمي للكنائس، ومن خلال هذين المجلسين، تتعاون مع سائر الكنائس والطوائف المسيحية.
ينتمي أكثر من 93% من المسيحيين الأرمن إلى الكنيسة الرسولية الأرمنية الأرثوذكسية، سواءً داخل أرمينيا أم خارجها. بنتيجة حركات الاتصال مع الفاتيكان خلال القرون الأخيرة، نشأت طائفة الأرمن الكاثوليك عام 1712 على يد مخيتار سبسطية. غير أنها لم تستطع أن تنتشر انتشارًا ملحوظًا داخل أرمينيا، بيد أن عددًا من الشتات الأرمني في سوريا ولبنان قد انتسب إليها، ويقع مقر بطريركيتها في بزمار إحدى بلدات لبنان. هناك أيضًا أرمن بروتستانت، خصوصًا من المعمدانيين  واللوثريين المشيخيين غير أنهم عمومًا أقلية ضئيلة.
قامت الكنيسة الأرمنية، بدور بارز في الحفاظ على الثقافة والهوية الأرمنية، على سبيل المثال يشتهر الرهبان الأرمن الكاثوليك بسلسلة من المنشورات العلمية من الإصدارات بالأرمنية لنصوص يونانية قديمة. هناك إلى جانب الكنائس الأرمنية، عدد قليل من أتباع الكنائس غير أرمنية الطقس واللغة من أمثال الكنيسة الرومانية الكاثوليكية أو الكنائس البروتستانتية.
يمارس اليزيديون الأكراد اليزيدية ويعيشون في الجزء الغربي من البلاد. هناك أيضًا أكراد يعتنقون الإسلام السني. توجد جالية يهودية في أرمينيا تقلصت إلى 750 شخصًا منذ الاستقلال حيث هاجر معظمهم متوجهًا إلى إسرائيل. يوجد حاليًا معبدان يهوديان في أرمينيا في العاصمة يريفان وفي مدينة سيفان بالقرب من بحيرة سيفان.

## الثقافة

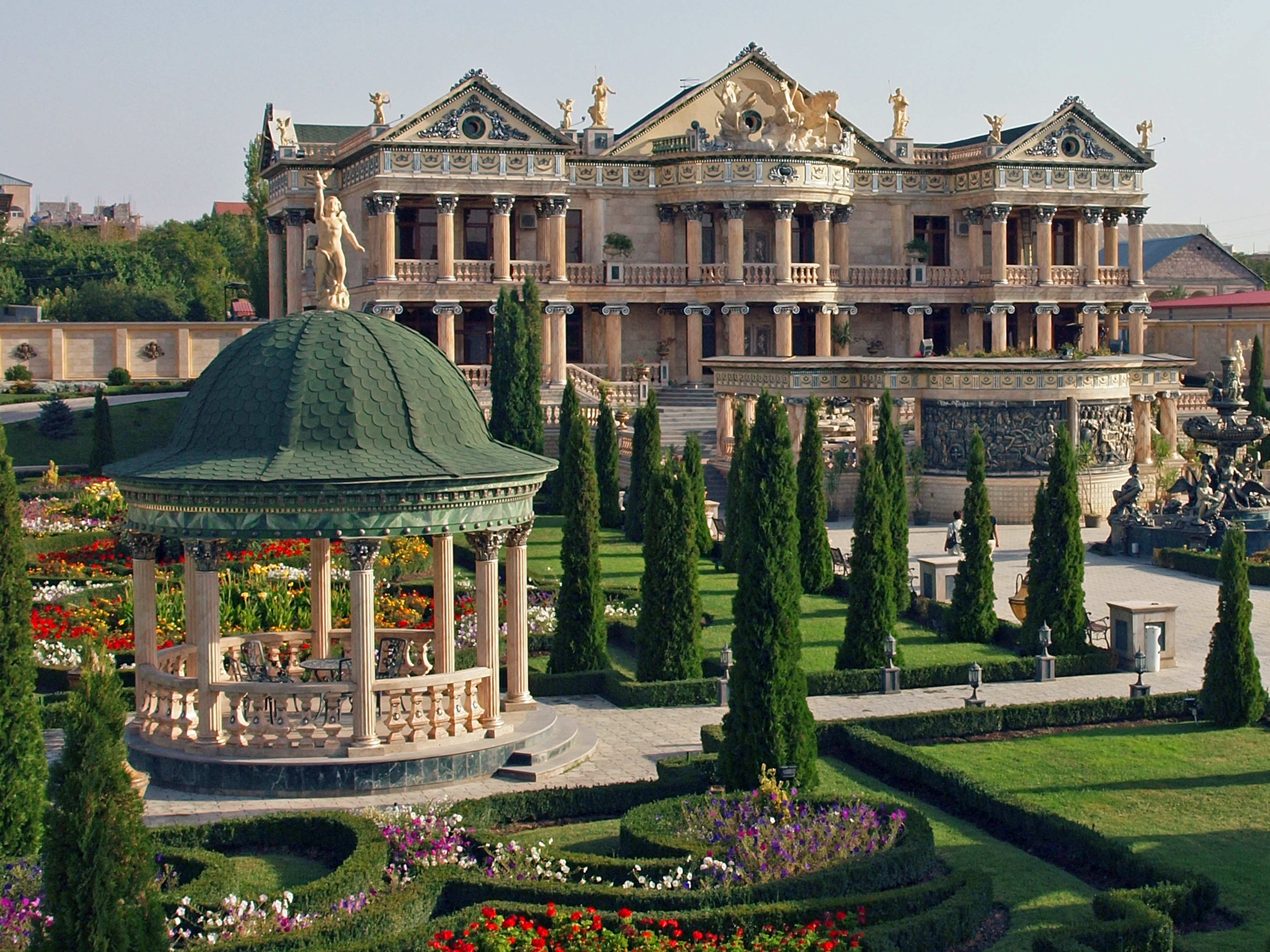
قصر أجابنياك في يريفان.

يمتلك الأرمن أبجدية ولغة خاصتين. تم اختراع الأبجدية الأرمنية في 405 ميلادي من قبل القديس ميسروب مشدوتس وتتألف من ثمانية وثلاثين حرفًا، منها حرفان أضيفا خلال الفترة القيليقية. يتحدث الأرمنية 96% من سكان البلاد بينما يتكلم 75.8% اللغة الروسية، كما تزداد شعبية اللغة الإنكليزية مع الوقت الحالي.

### الموسيقى والرقص

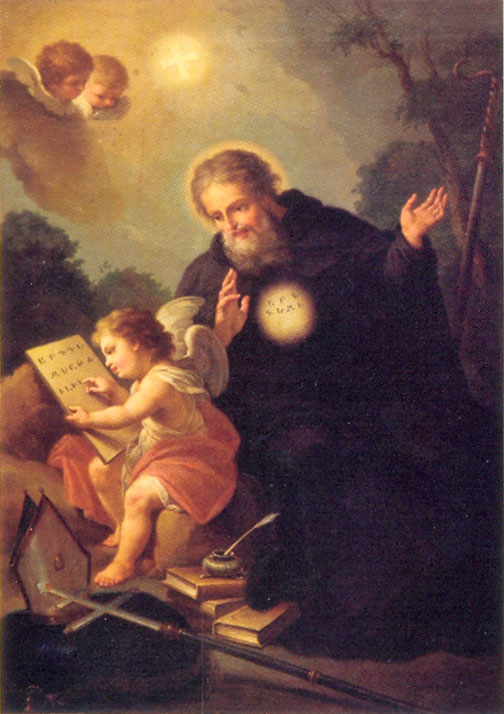
ميسروب ماشدوتس بريشة فرانشسكو ماغيوتو.

الموسيقى الأرمنية مزيج من الموسيقى الشعبية المحلية، والتي ربما يمثلها أفضل تمثيل موسيقى دودوك لدجيفان جاسباريان، فضلًا عن موسيقى البوب والموسيقى المسيحية.
توجد الأدوات الموسيقية مثل الدودوك والدهل والزرنة والقانون في الموسيقى الفولكلورية الأرمينية. كما يشتهر فنانون من أمثال سيد نوا بسبب تأثيرهم في تطوير الموسيقى الفولكلورية الأرمينية. أحد أقدم أنواع الموسيقى الأرمنية هي الأنشودة الأرمنية التي تعد النوع الأكثر شيوعًا من الموسيقى الدينية في أرمينيا. الكثير من هذه الأناشيد قديمة في الأصل، وتمتد إلى عصور ما قبل المسيحية، بينما البعض الآخر حديث نسبيًا، بما في ذلك العديد من تأليف القديس مسروب مشدوتس مخترع الأبجدية الأرمنية. تحت الحكم السوفيتي، اشتهر الملحن الأرمني آرام خاتشاتوريان على الصعيد الدولي من خلال تأليفه للموسيقى الكلاسيكية الأرمنية ومختلف أعمال الباليه ومنها رقصات سيبر (سيبر نوع من أنواع السيوف) في باليه غايانه.
تسببت مذابح الأرمن بهجرة واسعة واستيطانهم مناطق أخرى من العالم. حافظ الأرمن على تقاليدهم وبرز عدد من المغتربين مع موسيقاهم. اشتهرت إلى حد ما موسيقى «الكاف» ذات النمط الأرمني حيث تستخدم أدوات موسيقية أرمنية وشرق أوسطية (غالبًا كهربائية/ مضخمة) وبعض الآلات الغربية. حافظ هذا النمط على الأغاني والرقصات الشعبية في أرمينيا الغربية، كما عزف العديد من الفنانين الأرمن الموسيقى الشعبية المعاصرة في تركيا وغيرها من دول الشرق الأوسط التي هاجر إليها الأرمن. لربما يعتبر ريتشارد هاغوبيان الأكثر شهرة في النمط التقليدي «الكاف» كما كانت الفرقة فوسبيكيان مشهورة في الأربعينيات والخمسينيات من القرن الماضي لتطويرها أسلوبها الخاص من «موسيقى الكاف» والتي تأثرت تأثرًا كبيرًا بموسيقى الجاز الشعبية الأميركية بيغ باند حينها. في وقت لاحق، وانطلاقًا من الشتات الأرمني في الشرق الأوسط ومتأثرًا بموسيقى البوب الأوروبية (الفرنسية خصوصًا)، تطورت موسيقى البوب الأرمنية في الستينات والسبعينات من القرن الماضي مع فنانين مثل أديس هارمانديان وهاروت بامبوكجيان. كما يوجد حاليًا فنانون مثل سيروشو يؤدون موسيقى البوب إلى جانب الموسيقى الفولكلورية الأرمينية. من بين مشاهير الموسيقيين الأرمن المغتربين على الصعيد العالمي المغني والملحن الفرنسي الارمني شارل أزنافور وعازف البيانو ساهان أرزروني وهناك أيضًا سوبرانو أوبرا مشاهير مثل هاسميك بابيان ومؤخرًا إيزابيل بيركداريان وآنا كاسيان. كما يغني بعض الأرمن الموسيقى غير الأرمنية مثل فرقة الهيفي ميتال سيستم أوف أ داون (والتي غالبًا ما تدمج النسق والمعزوفات الأرمنية التقليدية في أغانيها) أو نجمة البوب شير. بين الشتات الأرمني، تحظى الأغاني الثورية الأرمنية بشعبية لدى الشباب. تحث هذه الأغاني الوطنية الأرمنية عادة على الوطنية وغاليًا ما تكون حول تاريخ الأرمن.

### الفن

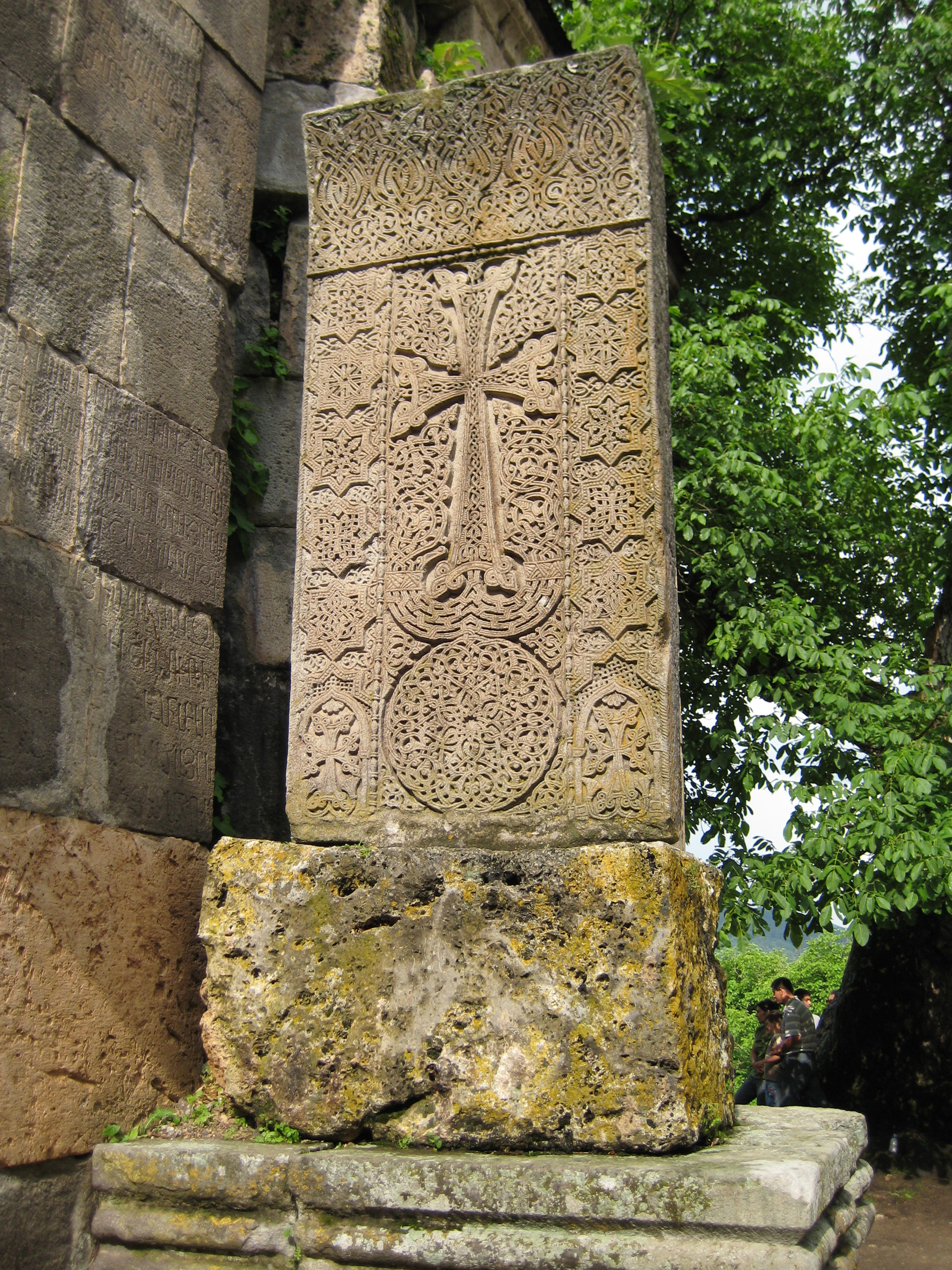
حجر خاتشكار أرميني قديم.

يقع فيرنيزاج يريفان (سوق الفنون والحرف اليدوية) على مقربة من ساحة الجمهورية، حيث يضج بمئات الباعة لمجموعة متنوعة من الحرف اليدوية وذلك في عطلات نهاية الأسبوع والأربعاء. يعرض السوق المنحوتات الخشبية والتحف والدانتيل الجميلة والصوف والسجاد اليدوي والكليم التي هي من اختصاص القوقاز. حجر السبج الذي يمكن العثور عليه محليًا، يصاغ في مجموعة متنوعة من الحلي كما يستخدم للزينة. تتمتع صياغة الذهب الأرمنية بتقاليد عريقة، حيث تشغل إحدى زوايا السوق بمجموعة متنوعة من الحلي. كما يمكن العصور على آثار سوفياتية وهدايا تذكارية من الدمى الروسية والساعات وصناديق العاج وغيرها.
على الجانب الآخر من دار الأوبرا، يوجد سوق الفن الشعبي آخر يملأ حديقة المدينة في عطلة نهاية الأسبوع. بسبب موقع أرمينيا كنقطة عبور على مر التاريخ يمكن العثور على العديد من المواقع الأثرية الرائعة. حيث توجد مواقع أثرية من العصور الوسطى والعصر الحديدي والعصر البرونزي وحتى العصر الحجري وكلها تبعد بضع ساعات بالسيارة عن المدينة. كما لا تزال العديد من الآثار عمليًا غير مكتشفة، مما يسمح للزوار بمشاهدة الكنائس والقلاع في إعداداتها الأصلية.
يمتلك المتحف الوطني للفنون في يريفان أكثر من 16000 من الأعمال التي تعود إلى العصور الوسطى، والتي تروي حكايات أرمينيا الغنية وقصص تلك الأزمان. كما يضم لوحات رسمها فنانون أوروبيون كثر. كما أن متحف الفن الحديث ومعرض صورة الطفل ومتحف مارتيروس ساريان ليست سوى أسماء من بين العديد من المتاحف وصالات العرض في يريفان. علاوة على ذلك، توجد العديد من صالات العرض الخاصة حيث يفتتح الكثير منها كل عام، وتضم المعارض الدورية ودور البيع.

### المطبخ

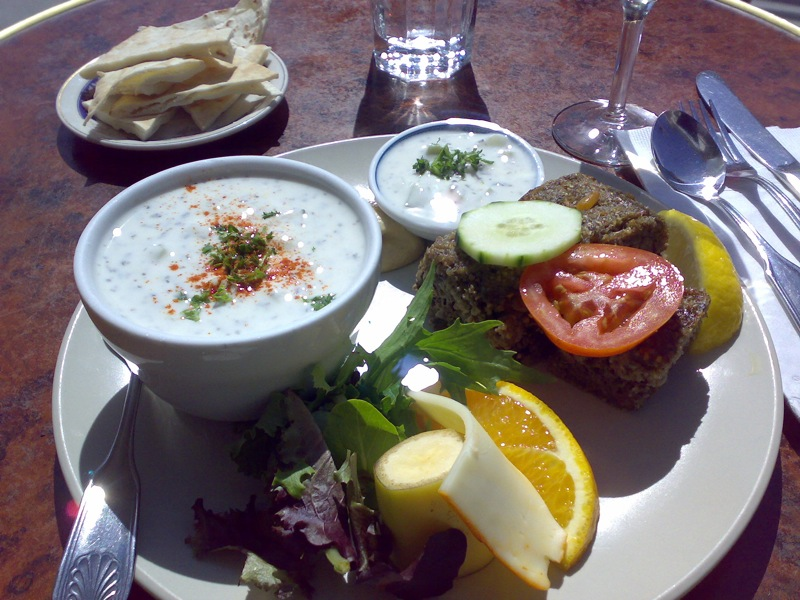
مقبلات أرمنية.

يعود تاريخ المطبخ الأرمني إلى القدم، وهو مزيج من الأذواق والروائح المختلفة. يحوي الطعام في كثير من الأحيان رائحة مميزة. ترتبط المطبخ الأرمني ارتباطًا وثيقًا مع المطبخ الشرقي والمطبخ المتوسطي، يحوي المطبخ على مختلف التوابل والخضروات والأسماك والفواكه.
الخصائص الرئيسية للمطبخ الأرمني هي الاعتماد على نوعية المكونات بدلًا من التتبيل بشدة، واستخدام الأعشاب، واستخدام القمح في مجموعة متنوعة من الأشكال، والبقوليات، والمكسرات، والفواكه. وتعتبر الكبة، والورق دوالي، والكباب، ولحم بعجين من أشهر مأكولات الأرمني والتي تعتمد على اللحم بشكل أساسي.

## التعليم

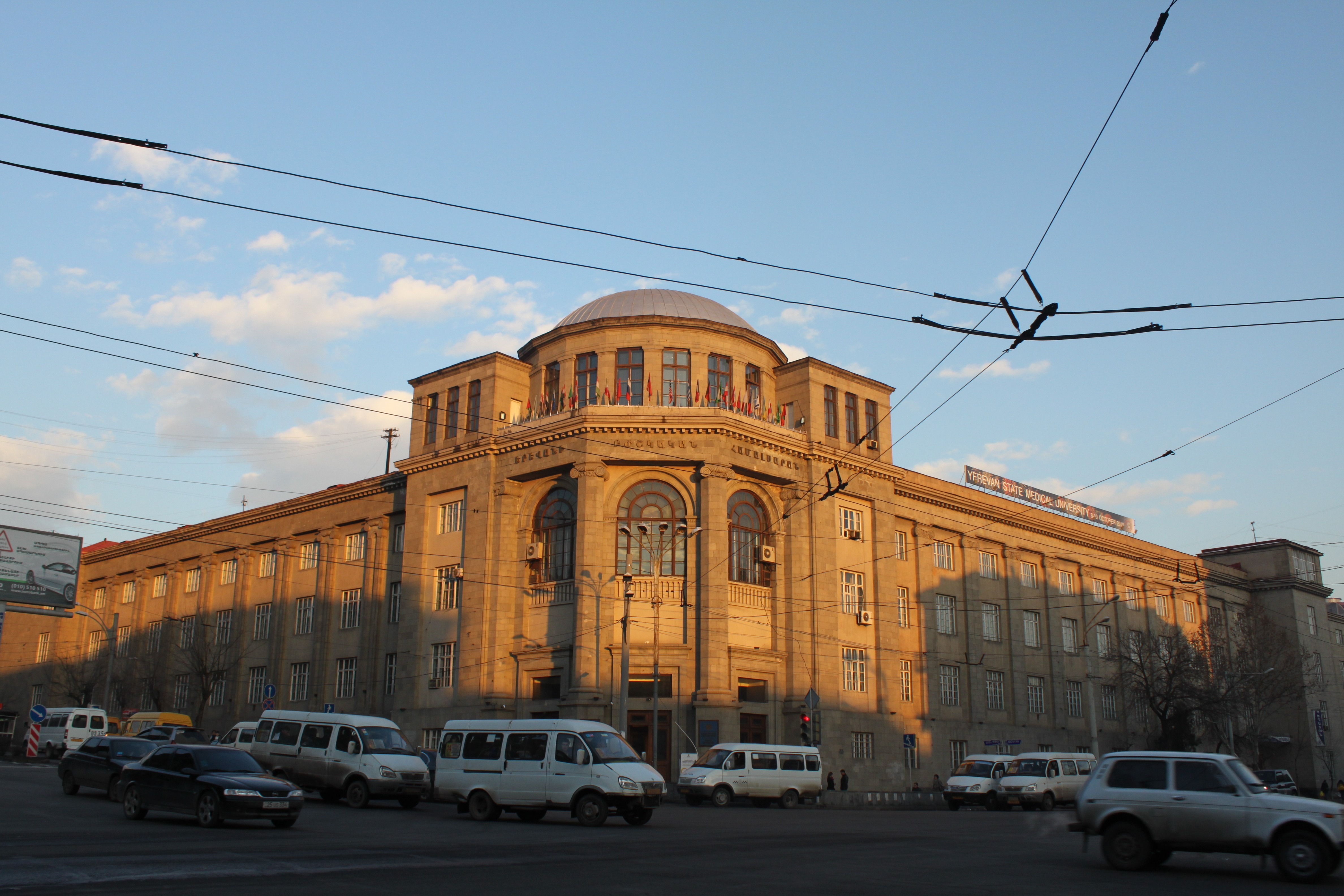
الكلية الطبية في يريفان، تمت تسمية الكلية تيمنًا بمخيتار هيراتسي وهو من الأطباء المشاهير في العصور الوسطى.

في السنوات الأولى من الاستقلال، أحرزت أرمينيا تقدمًا متفاوتًا في إنشاء نظم لتلبية الاحتياجات الوطنية في مجال الخدمات الاجتماعية. تطور قطاع التعليم الذي له تقدير خاص في الثقافة الأرمينية، بصورة أسرع من الخدمات الاجتماعية الأخرى حيث أن الخدمات الصحية والاجتماعية حافظت على الهيكل الأساسي الذي كانت عليه في الحقبة السوفيتية.
كان معدل محو الأمية في بداية الستينات 100%. اتبع التعليم الأرمني في الحقبة الشيوعية النموذج القياسي السوفيتي من حيث سيطرة الدولة الكاملة (من موسكو) على المناهج وطرق التدريس والتكامل الوثيق للأنشطة التعليمية مع الجوانب الأخرى للمجتمع، مثل السياسة والثقافة والاقتصاد. كما هو الحال في الحقبة السوفيتية، التعليم الابتدائي والثانوي مجاني في أرمينيا وإتمام الدراسة الثانوية إلزامي.
في العام الدراسي 1988-1989، دخل 301 طالبًا من كل 10,000 المدارس الثانوية المتخصصة وهو رقم أقل بقليل من المتوسط السوفيتي. في عام 1989 أتم نحو 58% من الأرمن فوق سن الخامسة عشرة تعليمهم الثانوي ونحو 14% أتموا التعليم العالي. في السنة الدراسية 1990-1991، كانت هناك 1307 مدرسة ابتدائية وثانوية حضرها نحو 608,800 طالبًا. كما ضمت المدارس الثانوية المتخصصة السبعون نحو 45,900 طالبًا، بينما سجل 68,400 طالبًا في المؤسسات الجامعية العشرة. بالإضافة إلى ذلك، حضر 35% من الأطفال المؤهلين دور الحضانة. في عام 1992، ضمت جامعة يريفان الحكومية وهي أكبر مؤسسة أرمينية للتعليم العالي 18 قسمًا بما في ذلك العلوم الاجتماعية والعلوم والقانون. بلغ عدد أعضاء هيئة التدريس 1,300 معلمًا وسجل فيها نحو 10,000 طالبا. تأسس معهد يريفان للهندسة المعمارية والمدنية في عام 1989.
في أوائل التسعينات، أجرت أرمينيا تغييرات جوهرية في النظام السوفيتي المركزي. ولأن ما لا يقل عن 98% من الطلاب في التعليم العالي هم من الأرمن، بدأت المناهج الدراسية في التأكيد على التاريخ والثقافة الأرمينية. أصبحت الأرمنية اللغة السائدة في التعليم، وأغلقت العديد من المدارس التي تدرس باللغة الروسية بحلول نهاية عام 1991. لكن اللغة الروسية كانت لا تزال تدرس على نطاق واسع كلغة ثانية.
على أساس توسيع وتطوير جامعة يريفان الحكومية، تم تشكيل عدد من مؤسسات التعليم العالي المستقلة بما في ذلك المعهد الطبي في عام 1930 والذي شكل الأساس لكلية الطب. منحت كلية الطب الحكومية في 1980 إحدى الجوائز الرئيسية للاتحاد السوفيتي السابق وهو وسام الراية الحمراء للعمل لتدريب المتخصصين المؤهلين في مجال الرعاية الصحية والخدمات الجليلة في تطوير العلوم الطبية. في عام 1989 تمت تسمية الكلية تيمنًا بمخيتار هيراتسي وهو من الأطباء المشاهير في العصور الوسطى. كان مخيتار هيراتسي مؤسس المدرسة الطبية الأرمنية في قيليقية الأرمنية. لعب هيراتسي نفس الدور في العلوم الطبية الذي لعبه أبقراط في أوروبا الغربية وجالينوس في الإمبراطورية الرومانية وابن سينا في الطب العربي.
تأسس قسم الطلاب الأجانب للمغتربين الأرمن عام 1957 وجرى توسيعه لاحقًا ليضم الطلاب الأجانب. حاليًا الكلية الطبية في يريفان مؤسسة طبية توافق المتطلبات الدولية، حيث تدرب طواقم طبية وليس فقط لأرمينيا وجيرانها مثل إيران وسوريا ولبنان وجورجيا ولكن أيضًا للكثير من البلدان الرائدة الأخرى في جميع أنحاء العالم. يأتي عدد كبير من الطلاب الأجانب من الهند ونيبال وسريلانكا والولايات المتحدة الأمريكية والاتحاد الروسي للدراسة جنبًا إلى جنب مع الطلاب الأرمن. في الوقت الحاضر تحتل الجامعة مرتبة بين المؤسسات الطبية الشهيرة وتحتل مكانًا مشرفًا في الدليل العالمي لكليات الطب الذي نشرته منظمة الصحة العالمية.
تضم المدارس الأخرى في أرمينيا الجامعة الأمريكية في أرمينيا ومدرسة المتفوقين الدولية في يريفان. تشمل الجامعة الأميركية في أرمينيا برامج دراسات عليا في إدارة الأعمال والقانون من بين آخرى. تدين الجامعة بوجودها لتضافر جهود حكومة أرمينيا والاتحاد العام الخيرية الأرمني والوكالة الأميركية للتنمية الدولية وجامعة كاليفورنيا. تشكل برامج الإرشاد ومكتبة الجامعة الأمريكية نقطة تركيز جديد للحياة الفكرية باللغة الإنجليزية في المدينة.
أحرزت أرمينيا المرتبة 72 في مؤشر الابتكار العالمي عام 2023، متراجعةً من المركز 64 عام 2019، ثمّ تقدّمت للمركز 63 في مؤشر عام 2024.

## الرياضة
تمارس مجموعة متنوعة من الألعاب الرياضية في أرمينيا، أكثرها شعبية المصارعة ورفع الأثقال والجودو وكرة القدم والشطرنج والملاكمة. تضاريس البلاد الجبلية تزيد من شعبية رياضات مثل التزلج وتسلق الجبال. كونها بلد غير ساحلي، لا تمارس الرياضات المائية إلا في البحيرات ولا سيما بحيرة سيفان. تنافس أرمينيا في لعبة الشطرنج ورفع الأثقال والمصارعة على الصعيد الدولي. أرمينيا أيضًا عضو نشط في المجتمع الرياضي الدولي حيث تمتلك العضوية الكاملة في الاتحاد الأوروبي لكرة القدم (يويفا) واتحاد هوكي الجليد الدولي. كما تستضيف أيضًا ألعاب الأرمن.
قبل عام 1992، شارك الأرمن في دورة الألعاب الأولمبية ممثلين الاتحاد السوفيتي. كجزء من الاتحاد السوفيتي كانت أرمينيا ناجحة جدًا حيث حصدت العديد من الميداليات وساعدت الاتحاد السوفيتي في الفوز بصدارة ترتيب الميداليات في دورات الألعاب الأولمبية في مناسبات عديدة. أحرز هرانت شاهينيان الميدالية الأولى لأرمينيا في تاريخ الألعاب الأولمبية الحديثة الذي حاز على ميداليتين ذهبيتين وميداليتين فضيتين في منافسات الجمباز في دورة الألعاب الأولمبية الصيفية عام 1952 في هلسنكي. لتسليط الضوء على مستوى نجاح الأرمن في الألعاب الأولمبية، نقل عن شاهينيان قوله:

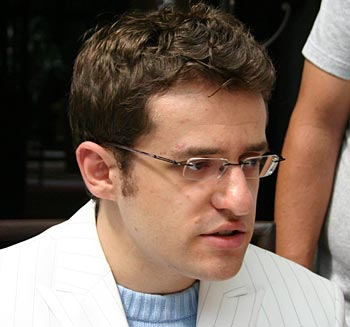
المصنف الأول في الاتحاد الأرميني للشطرنج -ليفون أرونيان.

شاركت أرمينيا لأول مرة في دورة الألعاب الأولمبية الصيفية عام 1992 في برشلونة في إطار فريق رابطة الدول المستقلة الموحد حيث كانت ناجحة جدًا، وفازت بثلاث ميداليات ذهبية وواحدة فضية في رفع الاثقال والمصارعة والرماية على الرغم من وجود 5 رياضيين فقط يمثلونها. منذ دورة الألعاب الأولمبية الشتوية 1994 في ليلهامر فإن أرمينيا تشارك كدولة مستقلة.
تشارك أرمينيا في الألعاب الأولمبية الصيفية في الملاكمة والمصارعة ورفع الأثقال والجودو والجمباز وسباقات الجري والغوص والسباحة والرماية. تشارك أيضًا في دورة الألعاب الأولمبية الشتوية في مسابقات التزلج.
شكلت أرمينيا جزءًا من فريق الاتحاد السوفيتي لكرة القدم على المستوى الدولي. كان أنجح أندية أرمينيا يريفان أرارت والذي حصد معظم البطولات السوفيتي في السبعينيات وحقق انتصارات على أندية محترفة مثل نادي بايرن ميونيخ الألماني في كأس الأندية الأوروبية. لعبت أرمينيا كجزء من الاتحاد السوفيتي حتى عام 1992، عندما تشكل المنتخب الأرمني الوطني لكرة القدم حيث لعب أول مباراة رسمية ضد مولدوفا. يدير اتحاد كرة القدم الأرمني المنتخب الوطني. كما أن مسابقة الدوري الأرمني الممتاز هي المسابقة الأكبر لكرة القدم في أرمينيا حيث يضم الدوري حاليًا ثمانية فرق. تطورت المسابقة على مر السنين من مسابقة دوري صغيرة تتكون من ثمانية فرق فقط إلى دوري من درجتين. يوجد في أرمينيا العديد من ملاعب كرة القدم مثل ملعب هرازدان وملعب هنرابيتاكان.
أنتجت أرمينيا والشتات الأرمني العديد من اللاعبين من الطراز العالمي، ولا سيما يوري دجوركاييف وآلان بوغوسيان وأندرانيك إسكندريان وأندرانيك تيموريان وإدغار منوشريان ونيكيتا سيمونيان من بين آخرين. لعبت يوري دجوركاييف لفرنسا (متقاعد) بينما يلعب أندرانيك تيموريان لإيران وإدغار منوشريان لنادي اياكس امستردام الهولندي.
حققت أرمينيا نجاحًا في رياضة المصارعة في دورة الألعاب الأولمبية. في دورة الألعاب الأولمبية الصيفية عام 1996 في أتلانتا، فاز أرمين نازاريان بالذهبية في وزن الذبابة الرومانية للرجال (52 كلغ) وفاز أرمين مكيرتشيان بالميدالية الفضية في وزن الورق الحر للرجال (48 كلغ) ليحصدا أول ميداليتين لأرمينيا تاريخها الأولمبي.
تسمى المصارعة الأرمنية التقليدية «كوخ» وتمارس بالزي التقليدي، كان إحدى التأثيرات في الرياضة القتالية السوفيتية السامبو والتي هي أيضًا ذات شعبية كبيرة.
ترصد الحكومة الأرمنية حوالي 2.8 مليون دولار سنويًا لصالح الرياضة وتمنحها للجنة الوطنية للتربية البدنية والرياضة، وهي الهيئة التي تحدد البرامج التي ينبغي أن تستفيد من هذه الأموال.
بسبب عدم النجاح في الآونة الأخيرة على الصعيد الدولي، أعادت أرمينيا في السنوات الأخيرة بناء 16 مدرسة رياضية من الحقبة السوفيتية وقدمت لها معدات جديدة بكلفة إجمالية قدرها 1.9 مليون دولار. تم تمويل إعادة بناء المدارس المحلية من قبل الحكومة الأرمينية. كما تم استثمار 9.3 مليون دولار في منتجع تساغكادزور لتحسين البنية التحتية للرياضات الشتوية بسبب الأداء السيئ في المسابقات الشتوية الأخيرة. في عام 2005، افتتح مركز للدراجات الهوائية في يريفان بهدف تدريب مسابقين أرمن في الدراجات الهوائية على المستوى العالمي. وعدت الحكومة أيضًا بمكافأة نقدية قدرها 700,000 دولار للأرمن الذين يحرزون ميداليات ذهبية في دورات الألعاب الأولمبية.
تتفوق أرمينيا في لعبة الشطرنج حيث فازت بأولمبياد الشطرنج العالمي مرتين على التوالي.

## وصلات خارجية
- التاريخ الأرمني
- الكنيسة الأرمنية
- الهيئة الوطنية الارمنية – الشرق الأوسط